# Lista de castelos da Espanha

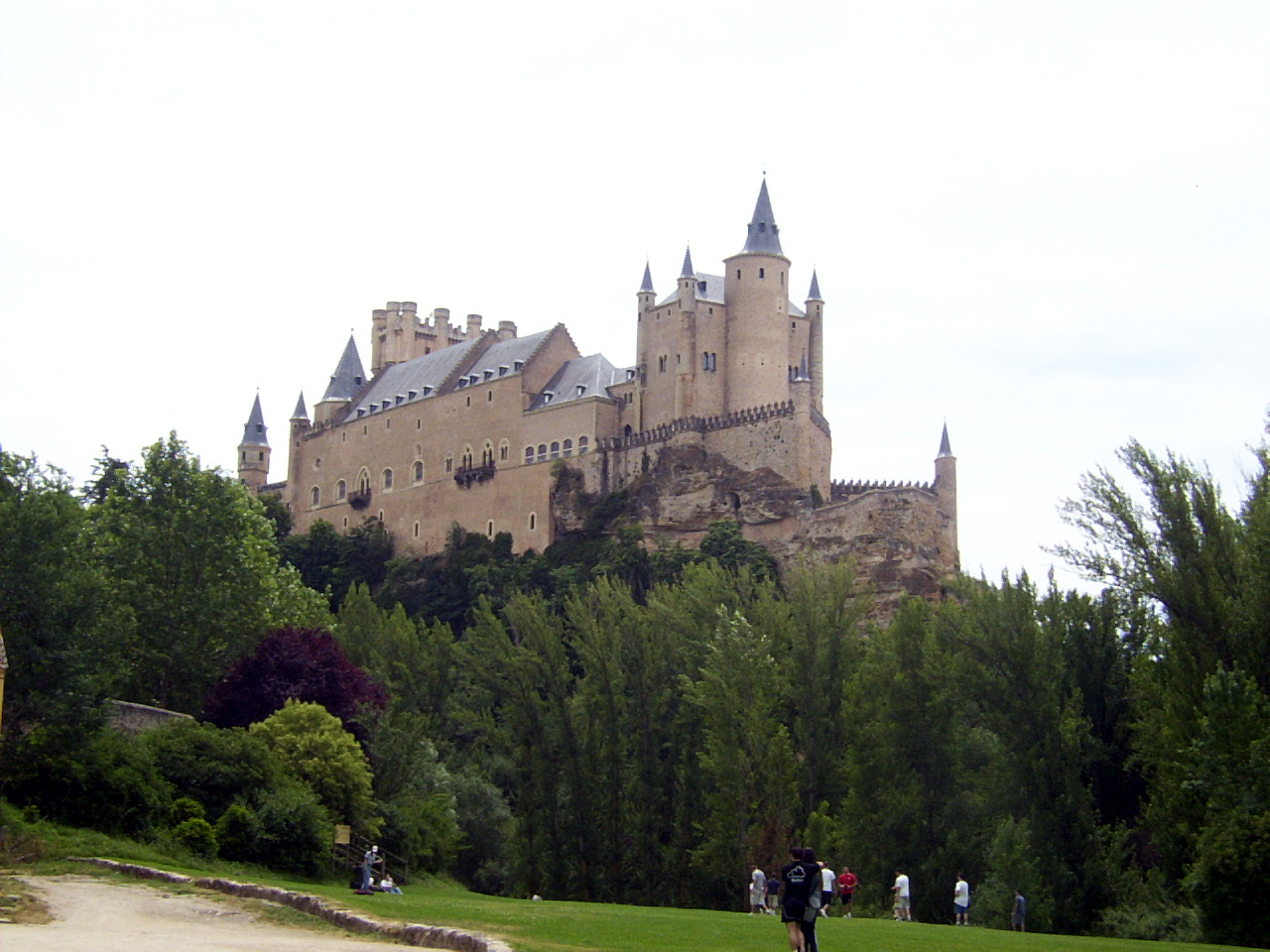
Alcázar de Segóvia

Esta é uma lista de castelos da Espanha ordenada por comunidades autónomas e por províncias.
Os oito séculos que durou a Reconquista (711–1492), encetada pelos reinos cristãos do Norte da Península Ibérica, para recuperar as terras subjugadas pelos muçulmanos, mantiveram a Península em permanente estado de guerra. Se a esta pressão adicionarmos as tensões internas entre a nobreza e a monarquia, frequentes durante a Baixa Idade Média e o Renascimento, tensões essas que por vezes derivavam em verdadeiras guerras civis, facilmente compreenderemos o papel que os castelos desempenharam e o porquê da sua profusão em Espanha.
A maior concentração destas fortificações regista-se em Castela, que a esta mesma peculiaridade deve o seu nome. No ano 800, em que primeiro surge a denominação "Castela", as terras que em pouco mais de um século se unificariam no condado homónimo estavam salpicadas de castelos para a defesa do reino de Leão, nas fronteiras com o Al-Andalus. À medida que a fronteira se foi deslocando progressivamente para sul, à qual se juntaram, entretanto, as fronteiras do reino de Aragão, também empenhado na Reconquista, foram-se estabelecendo linhas de defesa casteleiras ao longo de toda a Península. Do mesmo modo, os muçulmanos também ergueram as próprias defesas, razão pela qual se encontram castelos das mais variadas tipologias e estilos na Península.
Esse património nacional encontra-se ao abrigo da 2ª Disposição Adicional à Lei n° 16/1985, de 25 de junho, do Património Histórico Espanhol, que considera de Interesse Cultural os bens a que se refere o Decreto de 22 de Abril de 1949, que já dispunha sobre a protecção dos castelos espanhóis.

## Andaluzia

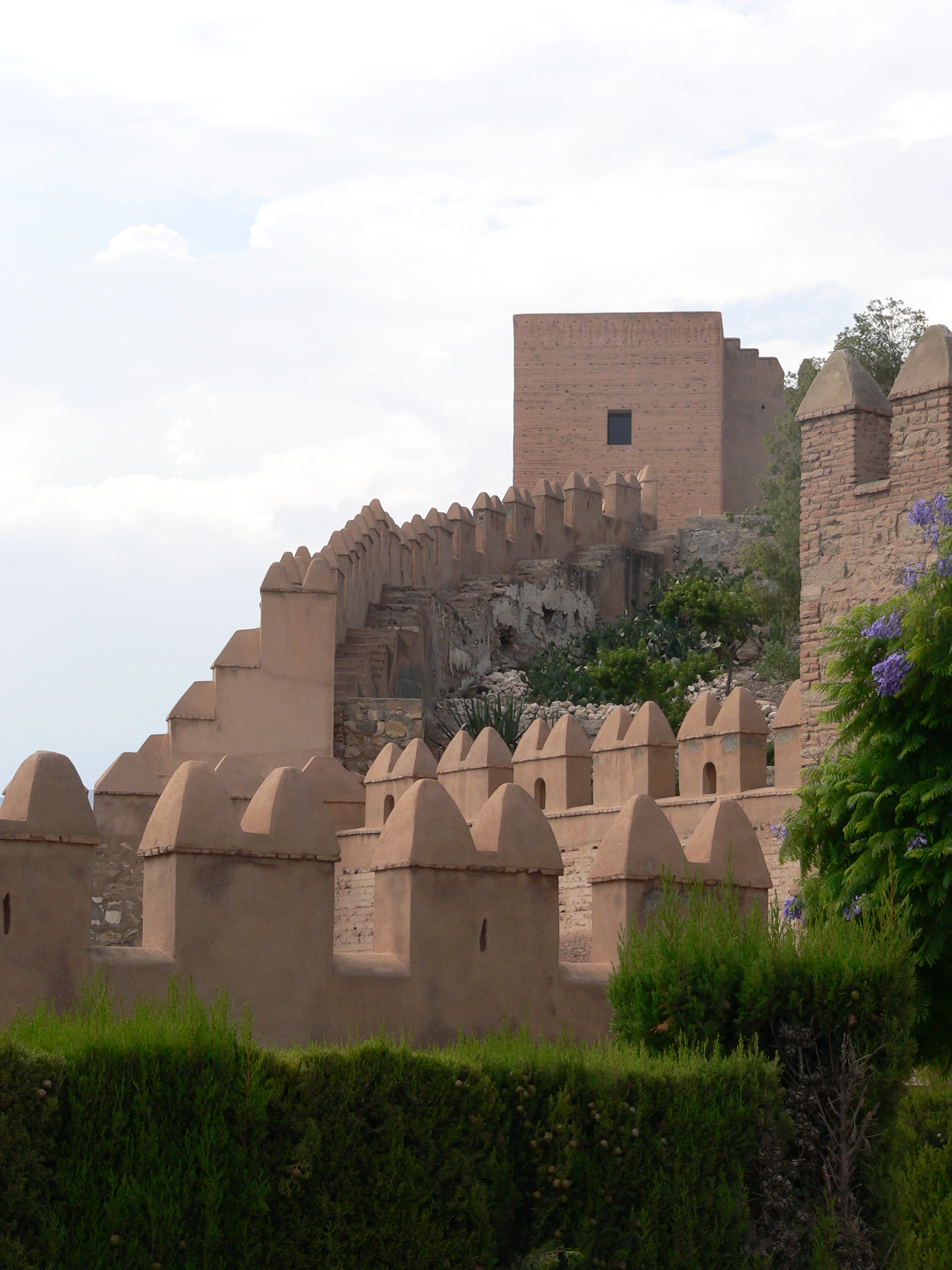
Alcáçova de Almeria

### Almeria
- Alcáçova de Almeria
- Bateria de Guardias Viejas
- Bateria de San Felipe
- Bateria de San Juan de los Terreros
- Bateria de San Pedro
- Bateria de Santa Ana
- Castelo de Cuevas del Almanzora
- Castelo de Gérgal
- Castelo de San Cristóbal, Almeria
- Castelo de Vélez-Blanco, Vélez-Blanco
- Torre de Macenas

### Cádis
- Alcáçova Califal de Tarifa

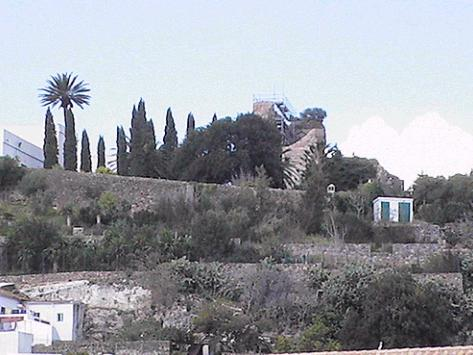
Castelo de Alcalá de los Gazules

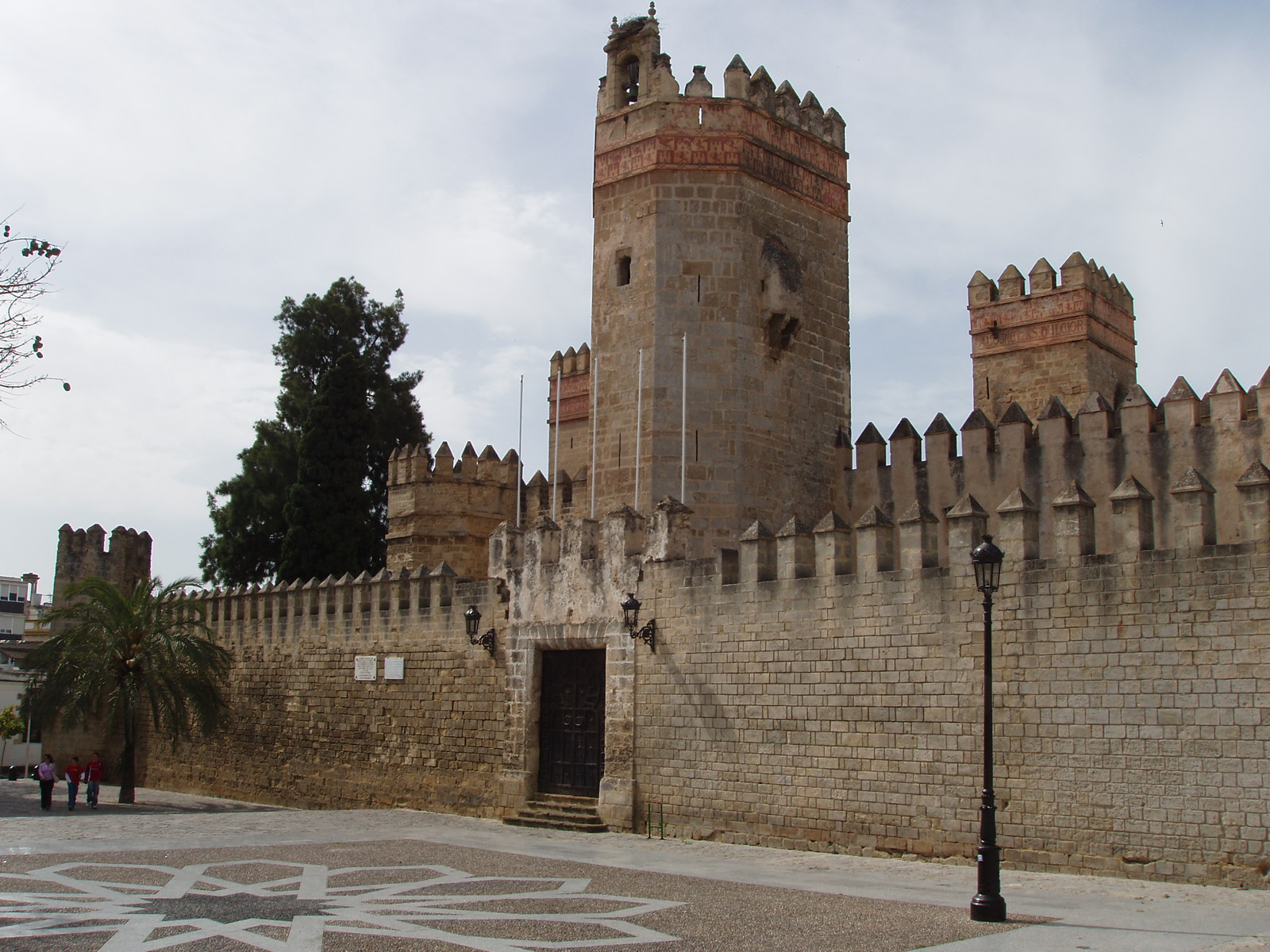
Castelo de São Marcos

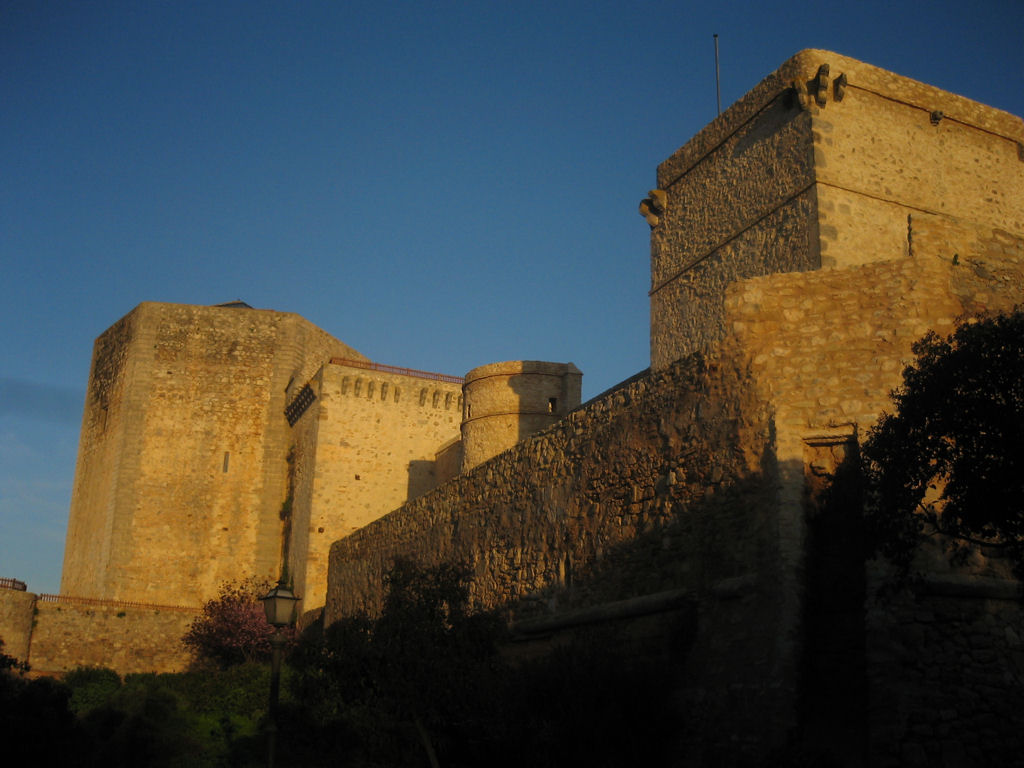
Castelo de Santiago

- Alcáçova de Jerez de la Frontera, Jerez de la Frontera
- Castelo de Alcalá de los Gazules
- Castelo de Algeciras
- Castelo de Arcos de la Frontera
- Castelo de Ayamonte, Ayamonte
- Castelo de Aznalmara, Benaocaz
- Castelo de Ben Alud
- Castelo de Benaocaz, Benaocaz
- Castelo de Berroquejo, Puerto Real
- Castelo de Berrueco (Jerez de la Frontera), Jerez de la Frontera
- Castelo de Bornos
- Castelo de Carastas
- Castelo de Carteia (San Roque)
- Castelo de Conil de la Frontera
- Castelo de Fatetar
- Castelo de Fátima (Ubrique)
- Castelo de Gigonza, Paterna de Rivera
- Castelo de Guzmán el Bueno
- Castelo de Jimena, Jimena de la Frontera
- Castelo de La Cortadura
- Castelo de Luna (Rota)
- Castelo de Matrera, Villamartín
- Castelo de Medina-Sidonia
- Castelo de Melgarejo, Jerez de la Frontera
- Castelo de Olvera
- Castelo de San Lorenzo del Puntal
- Castelo de San Romualdo
- Castelo de Sancti Petri
- Castelo de São Marcos, El Puerto de Santa María
- Castelo de Santiago (Sanlúcar de Barrameda), Sanlúcar de Barrameda
- Castelo de Setenil de las Bodegas
- Castelo de Tarifa
- Castelo de Tavizna
- Castelo de Torre-Alháquime
- Castelo de Torrestrella, Medina-Sidonia
- Castelo de Vejer de la Frontera
- Castelo de Zahara de la Sierra
- Castelo de Zahara de los Atunes
- Castelo do Espírito Santo, Sanlúcar de Barrameda
- Castelo do Lírio, Chiclana de la Frontera
- Castelo do Puntal
- Castelo-fortaleza de Tempul, Algar
- Forte de Santa Catarina (Cádis), Cádiz
- Forte de São Luís (Cádis), Cádiz
- Forte de São Sebastião (Cádis), Cádiz

### Córdoba
- Alcáçova de Bujalance
- Alcázar de los Reyes Cristianos, Córdoba
- Castelo de Almodóvar del Río, Almodóvar del Río
- Castelo de Belmez
- Castelo de Espejo
- Castelo de Madroñíz, El Viso
- Castelo de Zuheros

### Granada
- Alcáçova de Loja
- Alhambra, Granada
- Castelo de La Calahorra

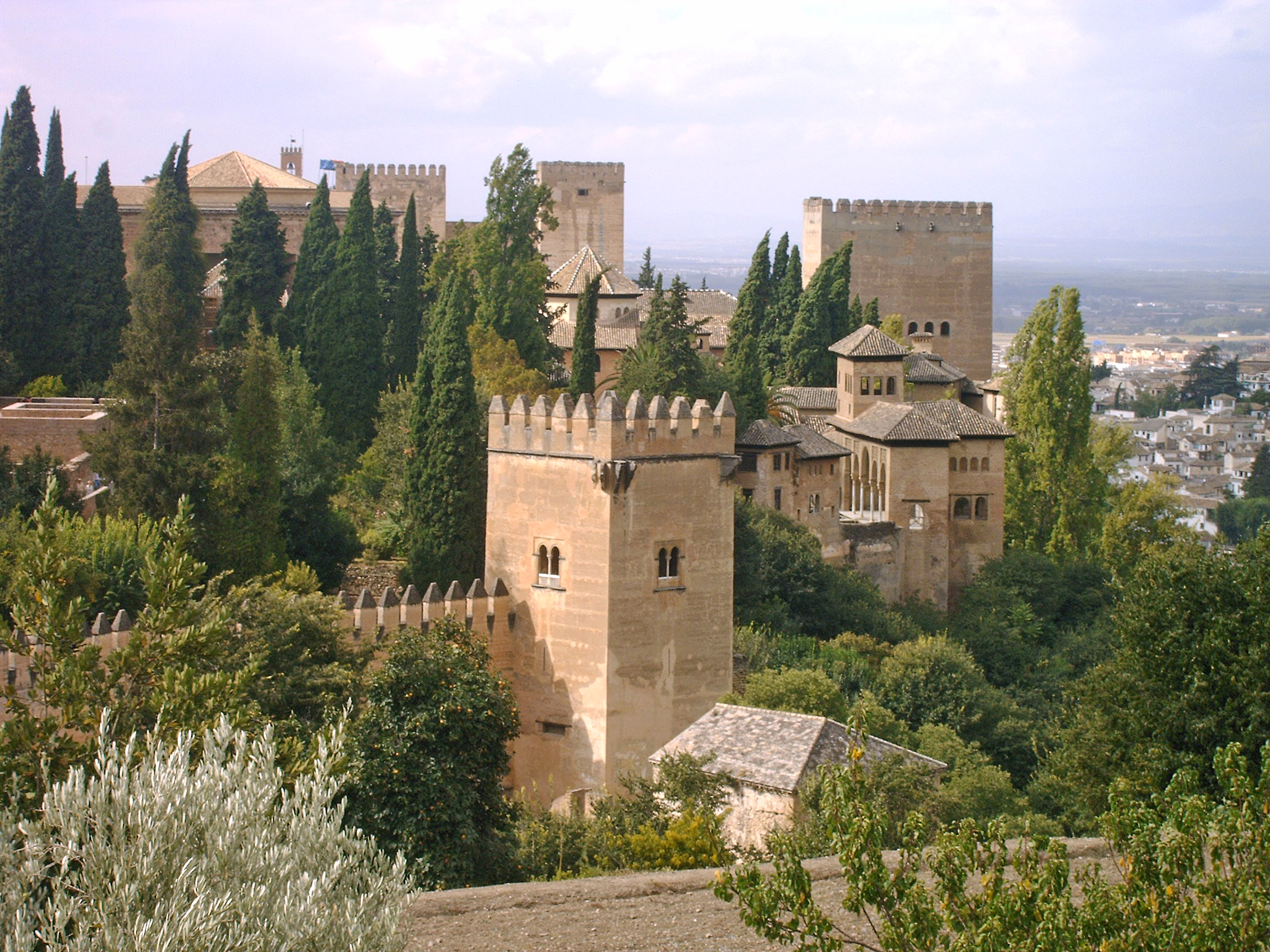
Alhambra (Granada)

- Castelo de La Herradura (Almuñécar)
- Castelo de Salobreña, Salobreña

### Huelva
- Castelo de Aracena
- Castelo de Aroche
- Castelo de Ayamonte, Ayamonte
- Castelo de Cartaya
- Castelo de Cortegana
- Castelo de Moguer
- Castelo de Niebla
- Castillo de San Pedro
- Castelo de Sanlúcar de Guadiana, Sanlúcar de Guadiana

### Jaén

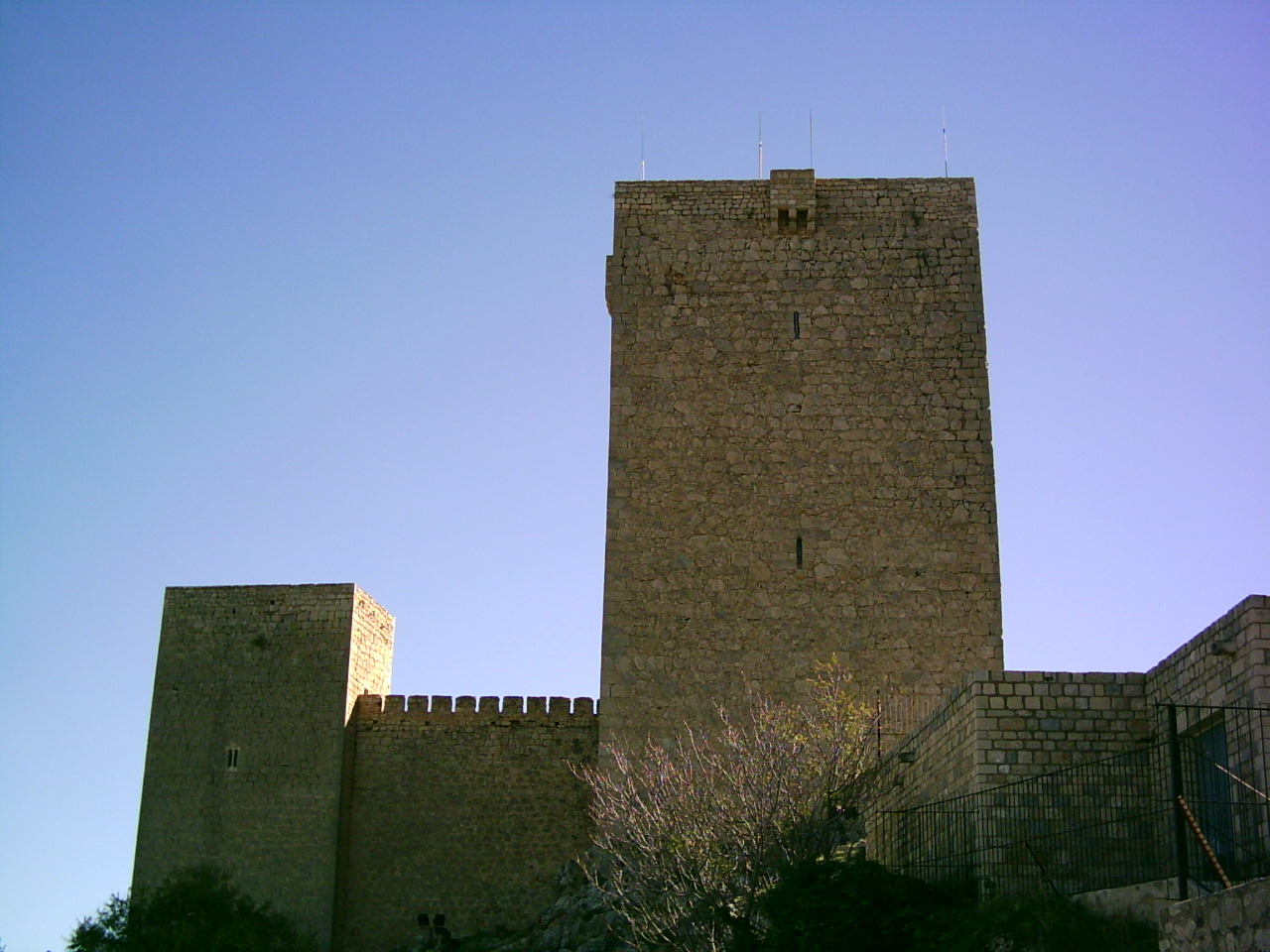
Castelo de Santa Catalina (Jaén)

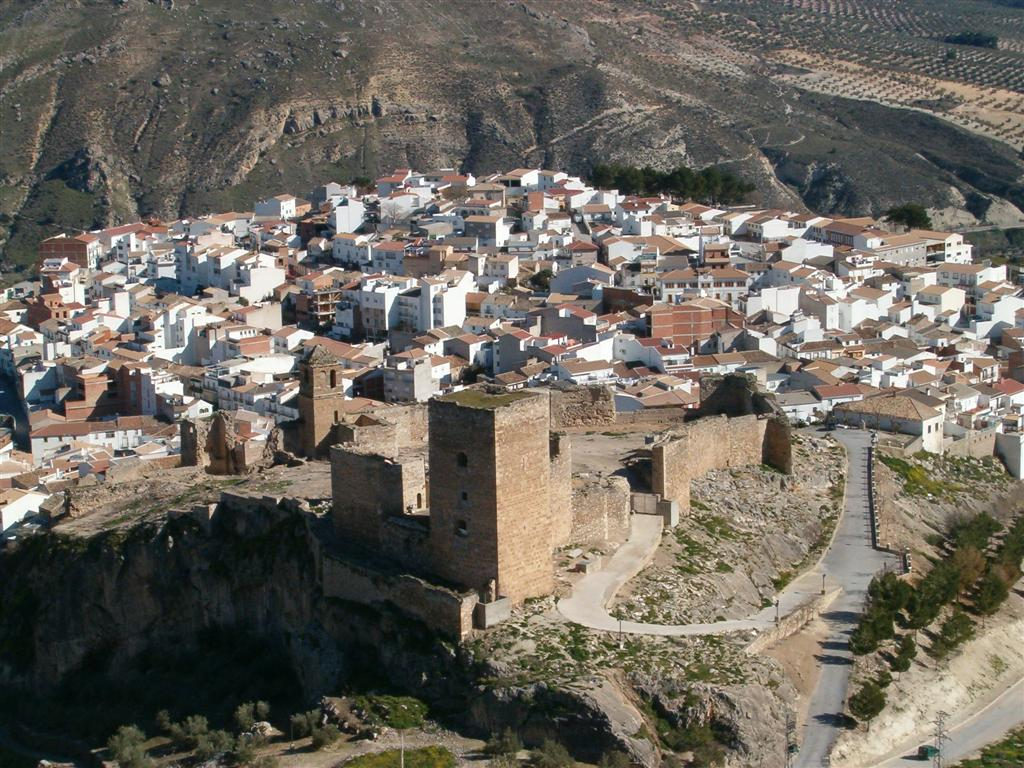
Castelo de La Guardia de Jaén

- Castelo da Encomienda de Víboras, Martos
- Castelo de Alcaudete
- Castelo de Andújar
- Castelo de Arjona
- Castelo de Boabdil (Porcuna)
- Castelo de Burgalimar, Baños de la Encina
- Castelo de Canena
- Castelo de Castro Ferral (Santa Elena)
- Castelo de Giribaile (Vilches)
- Castelo de Jamilena
- Castelo de La Guardia de Jaén
- Castelo de la Iruela
- Castelo de la Mota (Alcalá la Real)
- Castelo de la Peña (Martos)
- Castelo de la Tobaruela (Linares)
- Castelo de la Villa (Martos)
- Castelo de Linares
- Castelo de Lopera
- Castelo de Navas de Tolosa (La Carolina)
- Castelo de Otíñar
- Castelo de Sabiote
- Castelo de Santa Catalina (Jaén)
- Castelo de Santa Eufemia (Cástulo)
- Castelo de Segura de la Sierra
- Castelo de Torredonjimeno
- Castelo de Vilches
- Castelo do Berrueco (Torredelcampo)
- Castelo do Trovador Macías (Arjonilla)

### Málaga

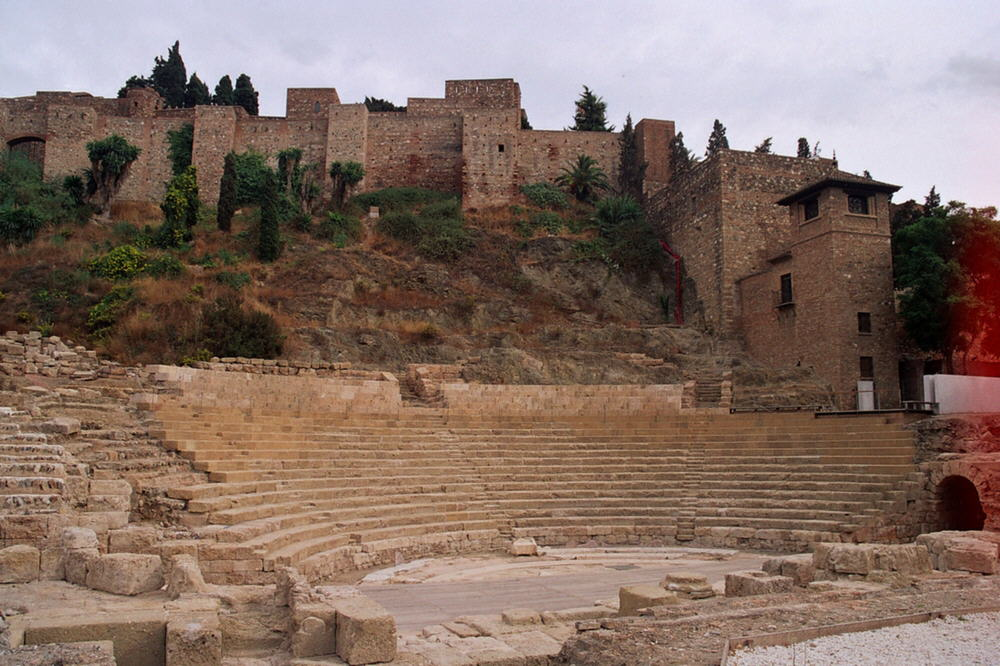
Alcáçova de Málaga

- Alcáçova de Antequera
- Alcáçova de Málaga
- Alcáçova de Vélez-Málaga
- Castelo de Bentomiz
- Castelo de Gibralfaro
- Castelo de Zalias
- Castelo Sohail

### Sevilha

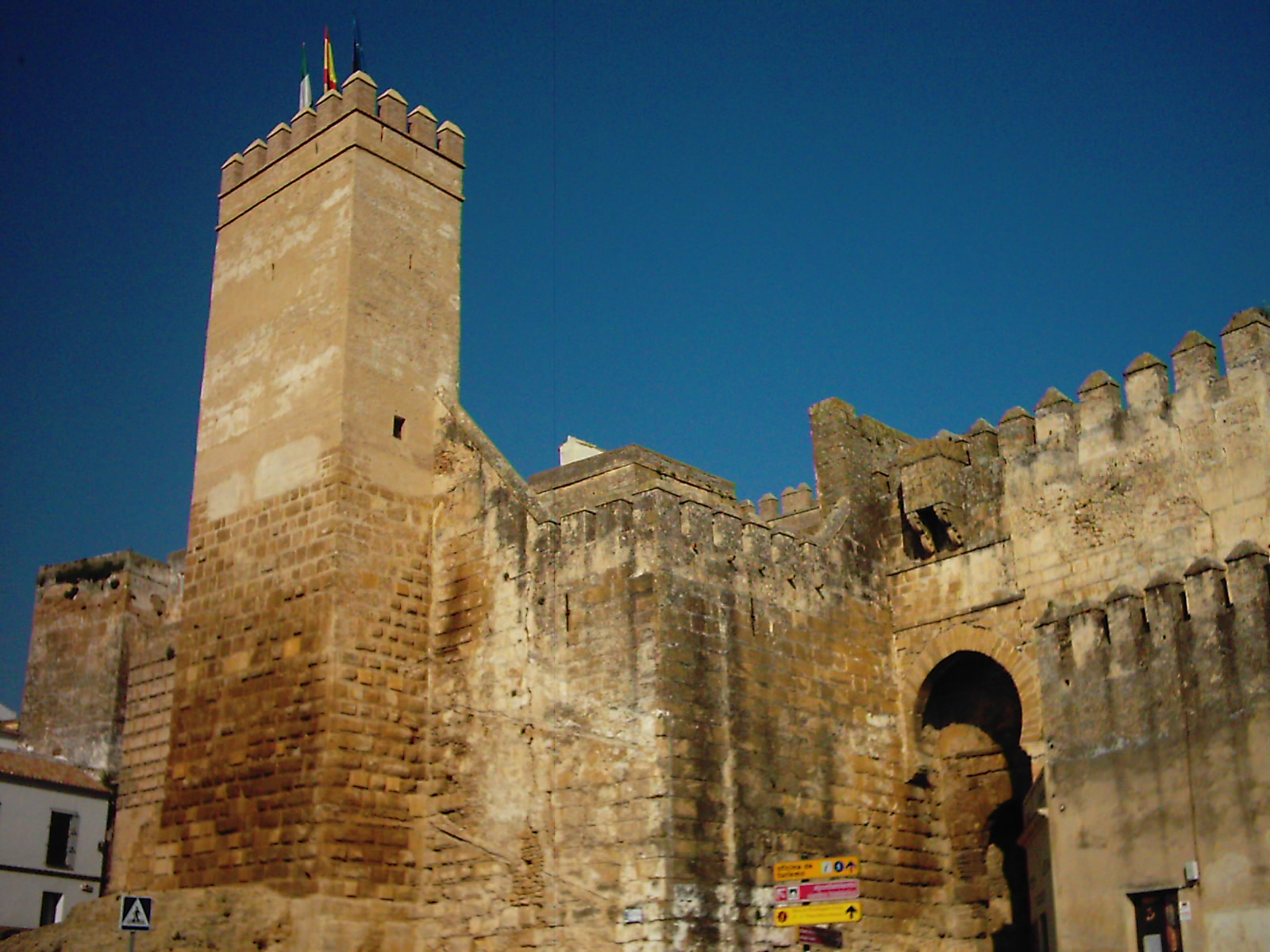
Alcázar da porta de Sevilha

- Alcázar del rey Don Pedro, Carmona
- Alcázar da porta de Sevilha, Carmona
- Castelo das Aguzaderas, El Coronil
- Castelo de Luna (Mairena del Alcor), Mairena del Alcor
- Castelo de Marchenilla, Alcalá de Guadaira
- Castelo de Utrera, Utrera
- Reales Alcázares de Sevilla, Sevilha

## Aragão

### Huesca

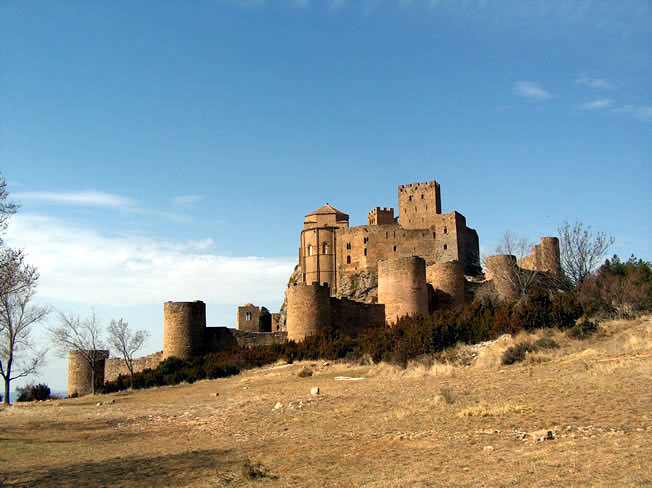
Castelo de Loarre

- Castelo de Boltaña, Boltaña
- Castelo de Chalamera, Chalamera
- Castelo de Loarre, Huesca
- Castelo de Marcuello, Marcuello
- Castelo de Montearagón, Quicena
- Castelo de Monzón, Monzón
- Castelo Marroquín, Chía, Colômbia

### Teruel
- Castelo de Albarracín
- Castelo de Castellote, Castellote
- Castelo de Peracense
- Castelo de Tornos
- Castelo dos Calatravos

### Saragoça

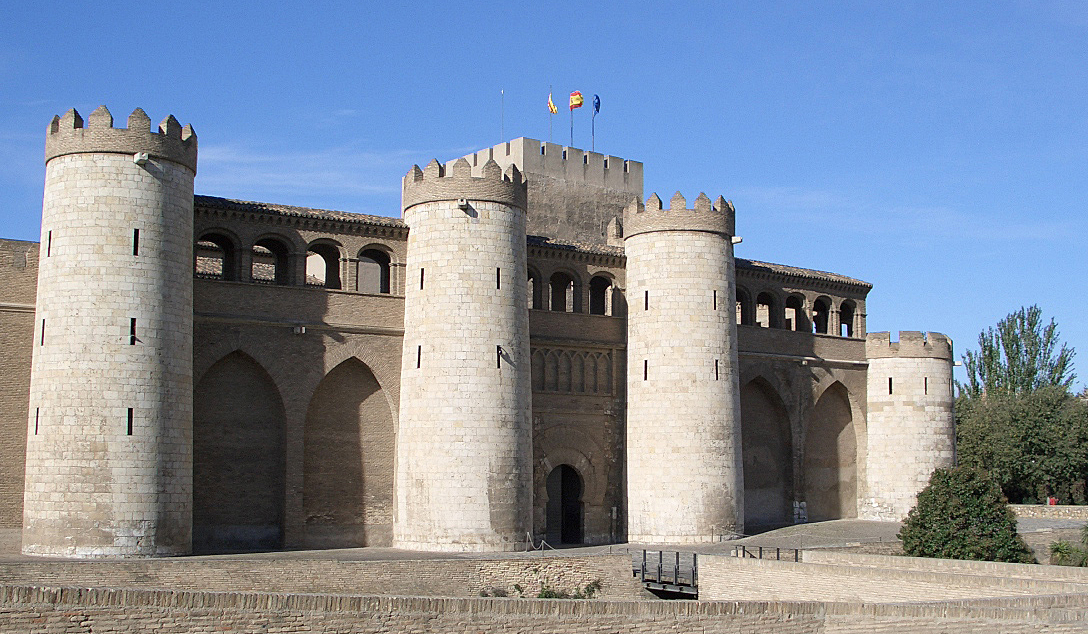
Castelo de La Aljafería (Saragoça)

- Castelo de La Aljafería (Saragoça)
- Castelo de Biel
- Castelo de Luesia
- Castelo de Sádaba
- Castelo de Sibirana
- Castelo de Uncastillo

## Astúrias

### Astúrias
- Castelo de Alba, Quirós
- Castelo de Alba, Somiedo
- Castelo de Alesga, Teverga

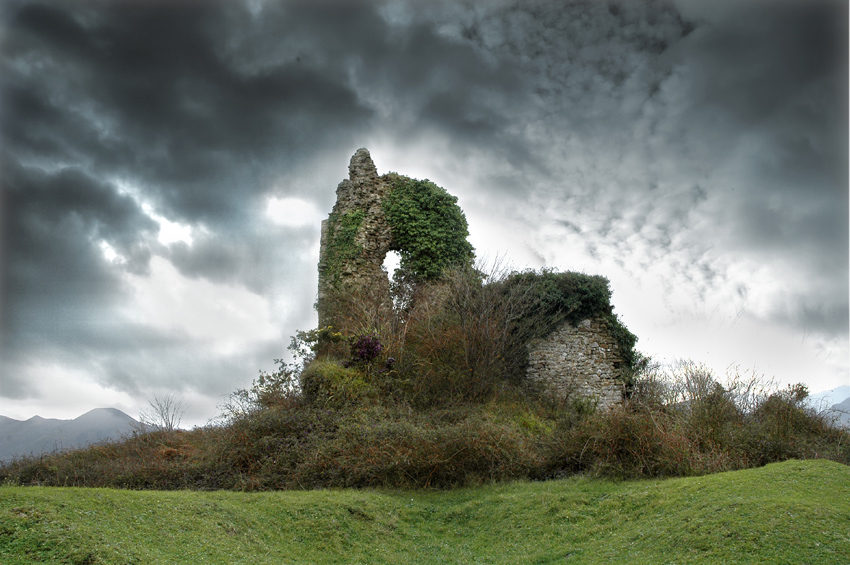
Castelo de Tudela

- Castelo de Campogrande, San Martín del Rey Aurelio
- Castelo de Gauzón, Castrillón
- Castelo de la Cabezada, San Martín del Rey Aurelio
- Castelo de Las Caldas, Oviedo
- Castelo de los Aceales, Sobrescobio
- Castelo de Peña Manil, Cangas de Onís
- Castelo de San Martín, Soto del Barco
- Castelo de Soto, Aller
- Castelo de Soto, Ribera de Arriba
- Castelo de Soto de los Infantes, Salas
- Castelo de Tudela, Oviedo
- Castelo de Villamorey, Sobrescobio
- Palácio Ferrera, Báscones
- Torre de Llanes, Llanes

## Baleares

### Maiorca
- Castelo de Alaró
- Castelo de Bellver
- Castelo de Bendinat

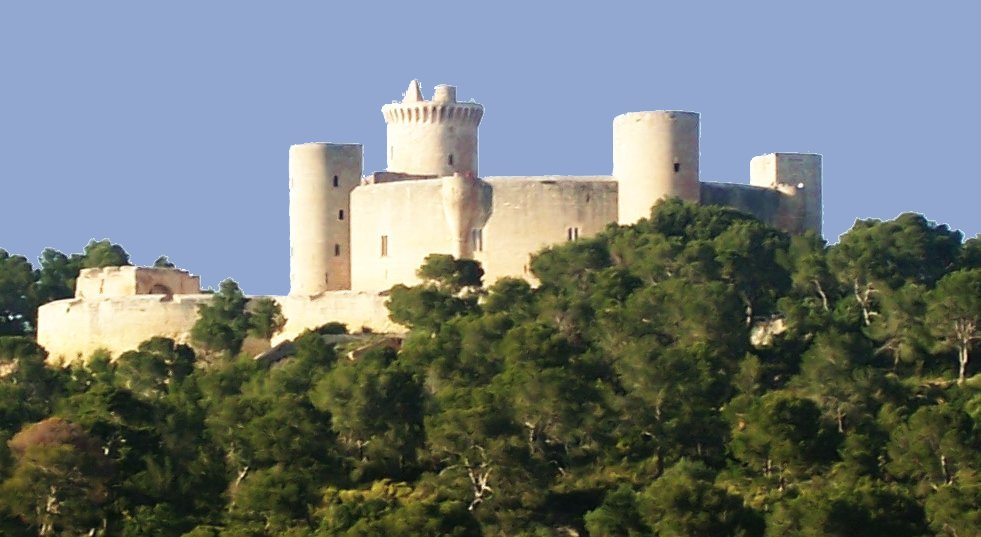
Castelo de Bellver

- Castelo de San Carlos (Palma de Maiorca)
- Castelo de Santueri

### Minorca
- Castelo de Santa Águeda
- Fortaleza de Isabel II

## Ilhas Canárias
- Fuerte de Almeyda

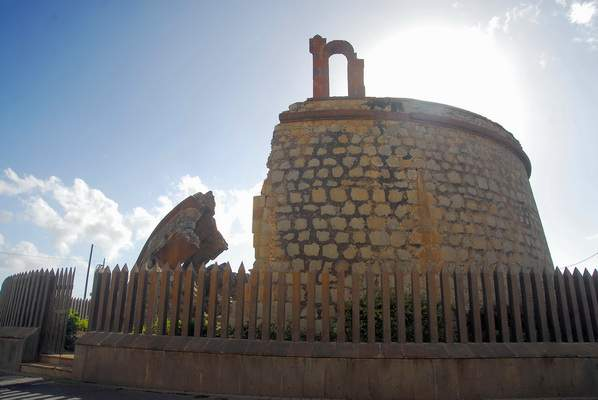
Castelo de San Andrés (Santa Cruz de Tenerife)

- Castillo de San Felipe (Puerto de la Cruz)
- Castillo de San Miguel (Garachico)
- Castillo de Guanapay
- Castillo de Paso Alto (Santa Cruz de Tenerife)
- Castillo de San Joaquín
- Castillo de San Cristóbal (Santa Cruz de Tenerife)
- Castillo de San Juan Bautista (Santa Cruz de Tenerife)
- Torre de San Andrés
- Torre de Santa Ana (Las Palmas de Gran Canaria)
- Torreón de San Pedro Mártir (Las Palmas de Gran Canaria)
- Muralla de Las Palmas (Las Palmas de Gran Canaria)
- Castillo de la Luz (Las Palmas de Gran Canaria)
- Castillo de Mata (Las Palmas de Gran Canaria)
- Castillo de San Francisco (Las Palmas de Gran Canaria)
- Fortaleza de Santa Catalina (Las Palmas de Gran Canaria)

## Cantábria
- Castelo de Allendelagua
- Castelo de Agüero
- Castelo de Argüeso
- Castelo de Castro Urdiales
- Castelo de Montehano
- Castelo de Piñeres
- Castelo de Pedraja
- Castelo de San Felices de Buelna

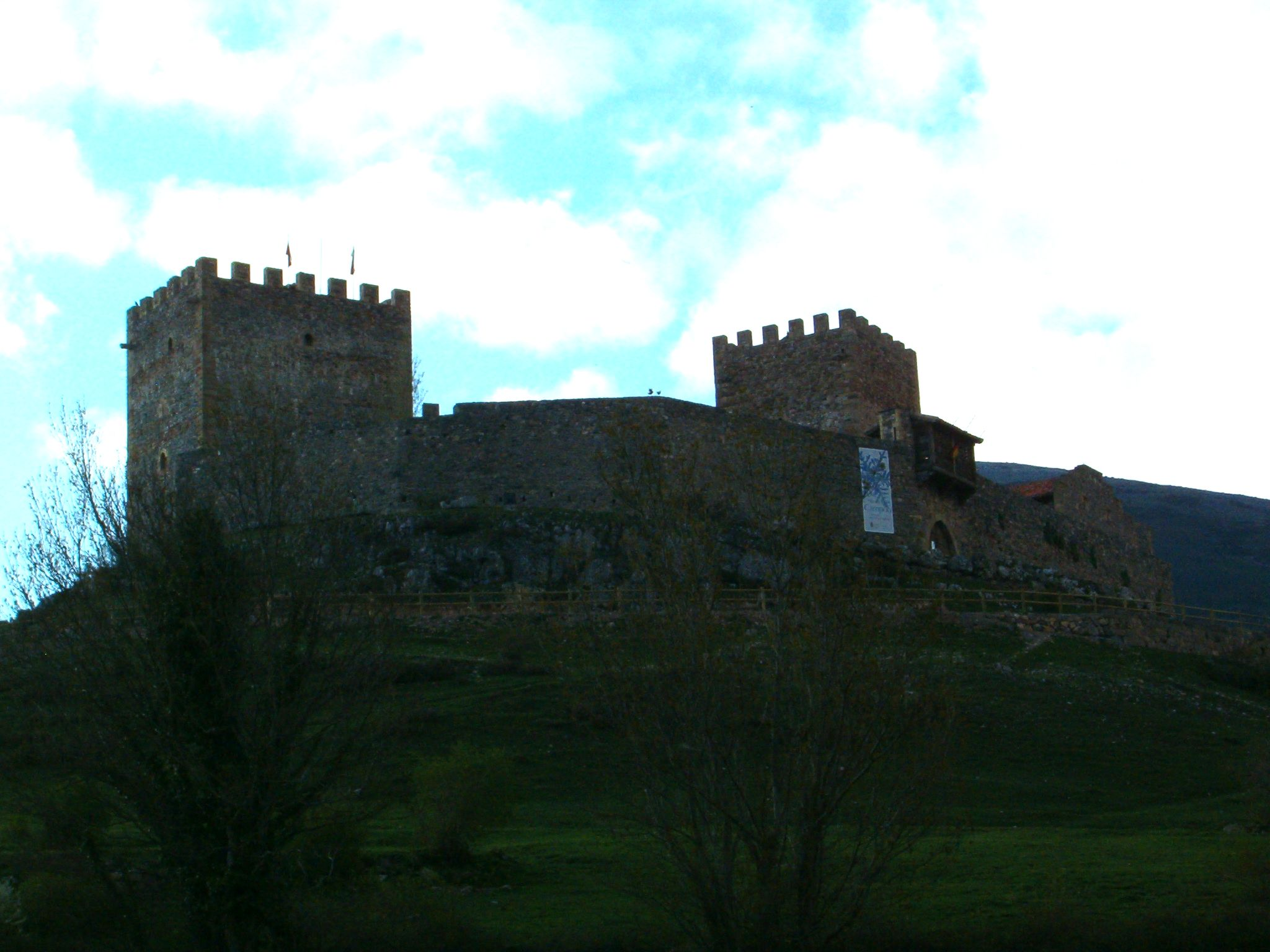
Castelo de Argüeso

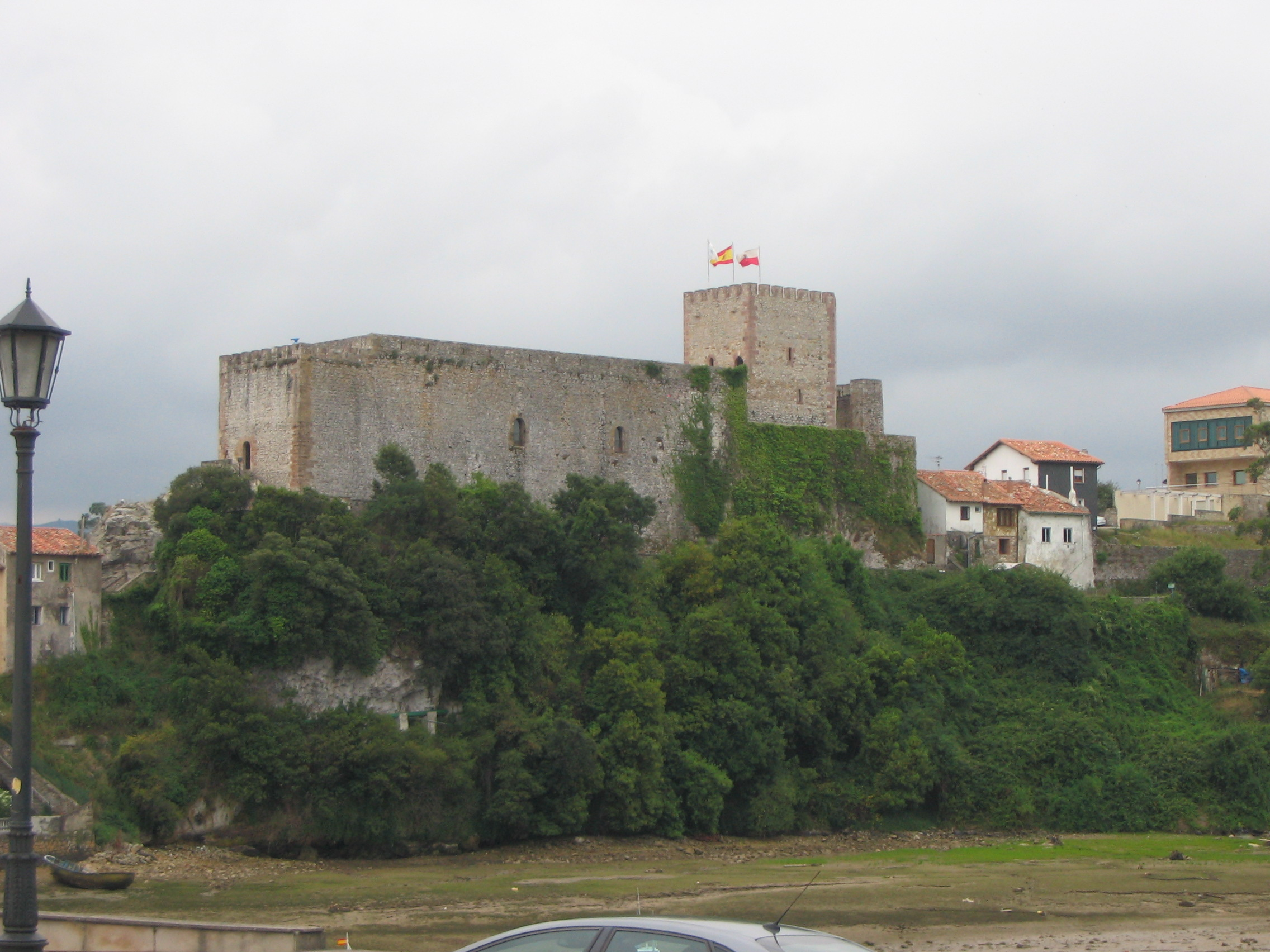
Castelo de San Vicente de la Barquera

- Castelo de San Vicente de la Barquera
- Castelo de Suances
- Torre de Mogrovejo e casa senhorial..
- Torre do Infantado (Potes)
- Torre de Proaño
- Torre fortificada de Venero de Castillo

## Castela e Leão

### Ávila
- Castelo Conde de Rasura (Rasueros)
- Castelo de Arévalo
- Castelo de Aunqueospese (Mironcillo)
- Castelo de Bonilla de la Sierra
- Castelo de Castronuevo (Rivilla de Barajas)
- Castelo de don Álvaro de Luna (Arenas de San Pedro)
- Castelo de El Mirón
- Castelo de La Adrada
- Castelo de Mombeltrán
- Castelo de Valcorneja (El Barco de Ávila)
- Castelo de Villatoro (Villatoro)
- Castelo de Villaviciosa (Solosancho)
- Castelo de Zurraquín (Cabezas del Villar)
- Castelo do Alcázar (Ávila)
- Castelo do Duque de Montellano (Narros de Saldueña)
- Castelo-Palácio de Magalia (Las Navas del Marqués)

### Burgos
- Castelo de Albillos (Villagonzalo-Pedernales)
- Castelo de Arenillas de Muñó (Estepar)
- Castelo de Burgos
- Castelo de Castrojeriz
- Castelo de Coruña del Conde
- Castelo de Espinosa de los Monteros (Espinosa de los Monteros)
- Castelo de Frías
- Castelo de Haza
- Castelo de La Loja (Quintana de Valdivieso)
- Castelo de los Cartagena (Olmillos de Sasamón)
- Castelo de los Duques de Frías (Frías)
- Castelo de Malvecino (Población de Valdivieso)
- Castelo de Miranda de Ebro
- Castelo de Peñaranda de Duero
- Castelo de Picón de Lara (Lara de los Infantes)
- Castelo de Poza (Poza de la Sal)
- Castelo de Rebolledo (Rebolledo de la Torre)
- Castelo de Santa Gadea del Cid
- Castelo de Sotopalacios
- Castelo de Torregalindo
- Castelo de Torrepadierne (Pampliega)
- Castelo de Urbel (Urbel del Castillo)
- Castelo de Villaúte
- Castelo de Virtus
- Castelo de Zumel

### León
- Castelo de Alcuetas
- Castelo de Alija del Infantado
- Castelo de Aviados, Valdepiélago
- Castelo de Balboa
- Castelo de Cea

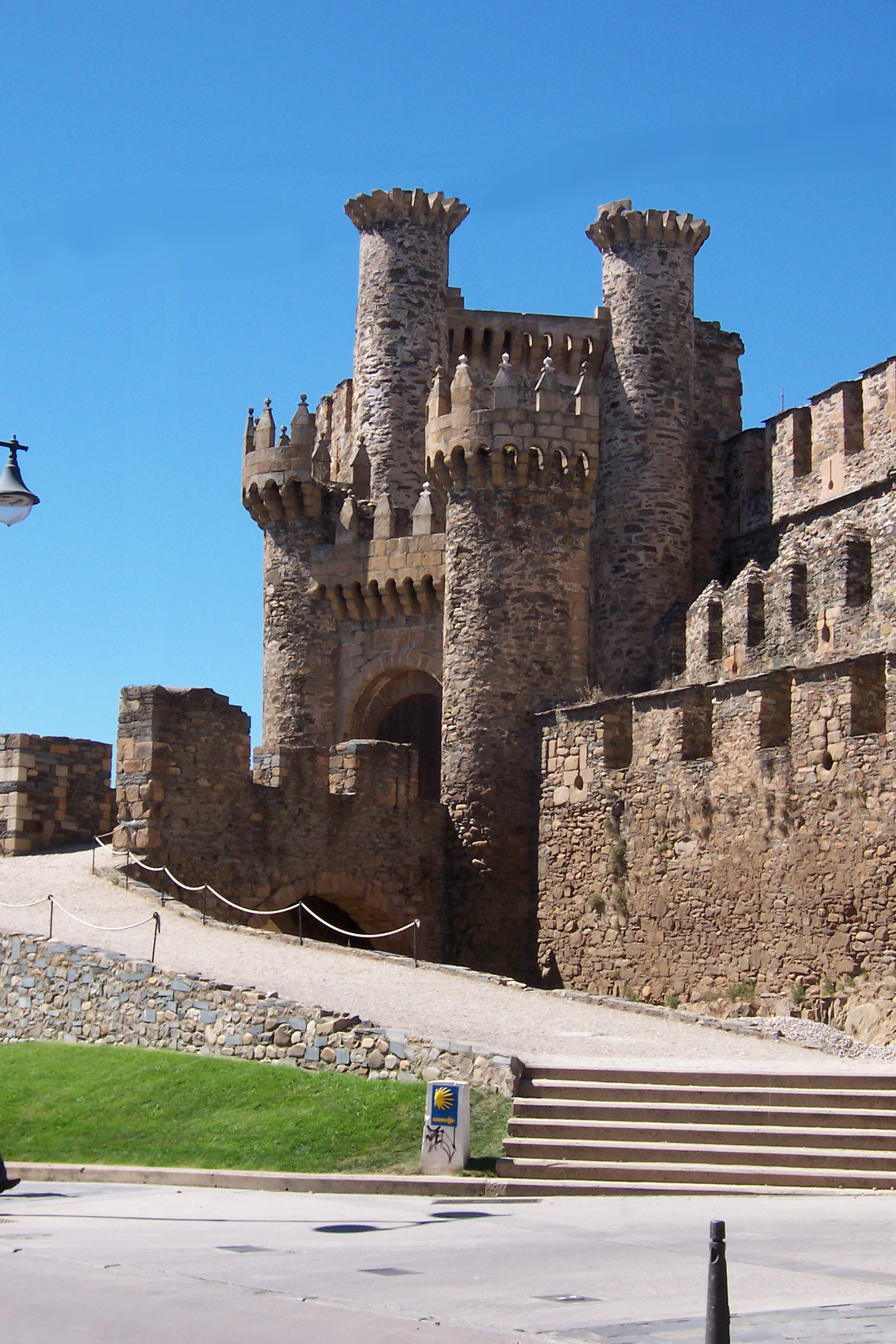
Castelo de Ponferrada

- Castelo de Cornatel, Priaranza del Bierzo
- Castelo de Corullón
- Castelo de Coyanza, Valencia de Don Juan
- Castelo de Grajal, Grajal de Campos
- Castelo de Laguna de Negrillos
- Castelo de Palacios de Valduerna
- Castelo de Ponferrada, Ponferrada
- Castelo de Quintana del Marco
- Castelo de Santa María de Ordas
- Castelo de Sarracín, Vega de Valcarce
- Castelo de Villanueva de Jamuz, Santa Elena de Jamuz
- Castelo de Villapadierna
- Palácio de los Marqueses de Villafranca, Villafranca del Bierzo

### Palencia
- Castello de Astudillo
- Castelo de Aguilar de Campoo
- Castelo de Ampudia
- Castelo de Belmonte (Belmonte de Campos)
- Castelo de Gama
- Castelo de Hornillos de Cerrato
- Castelo de la Estrella de Campos (Torremormojón)
- Castelo de las Cabañas de Castilla
- Castelo de Monzón de Campos
- Castelo de Palenzuela
- Castelo de Saldaña
- Castelo de Sarmiento (Fuentes de Valdepero)

### Salamanca
- Castelo de Alba de Tormes
- Castelo de Béjar
- Castelo de Buen Amor (Villanueva de Cañedo)
- Castelo de Enrique II de Trastámara (Castillo de Ciudad Rodrigo)
- Castelo de Ledesma
- Castelo de Miranda del Castañar
- Castelo de Monleón
- Castelo de Montemayor (Montemayor del Río)
- Castelo de Puente del Congosto
- Castelo de San Felices (San Felices de los Gallegos)
- Castelo de Sobradillo
- Real Fuerte de la Concepción, Aldea del Obispo

### Segóvia
- Alcázar de Segóvia, Segóvia
- Castelo de Castilnovo
- Castelo de Coca
- Castelo de Cuéllar
- Castelo de Pedraza
- Castelo de Turégano

### Soria

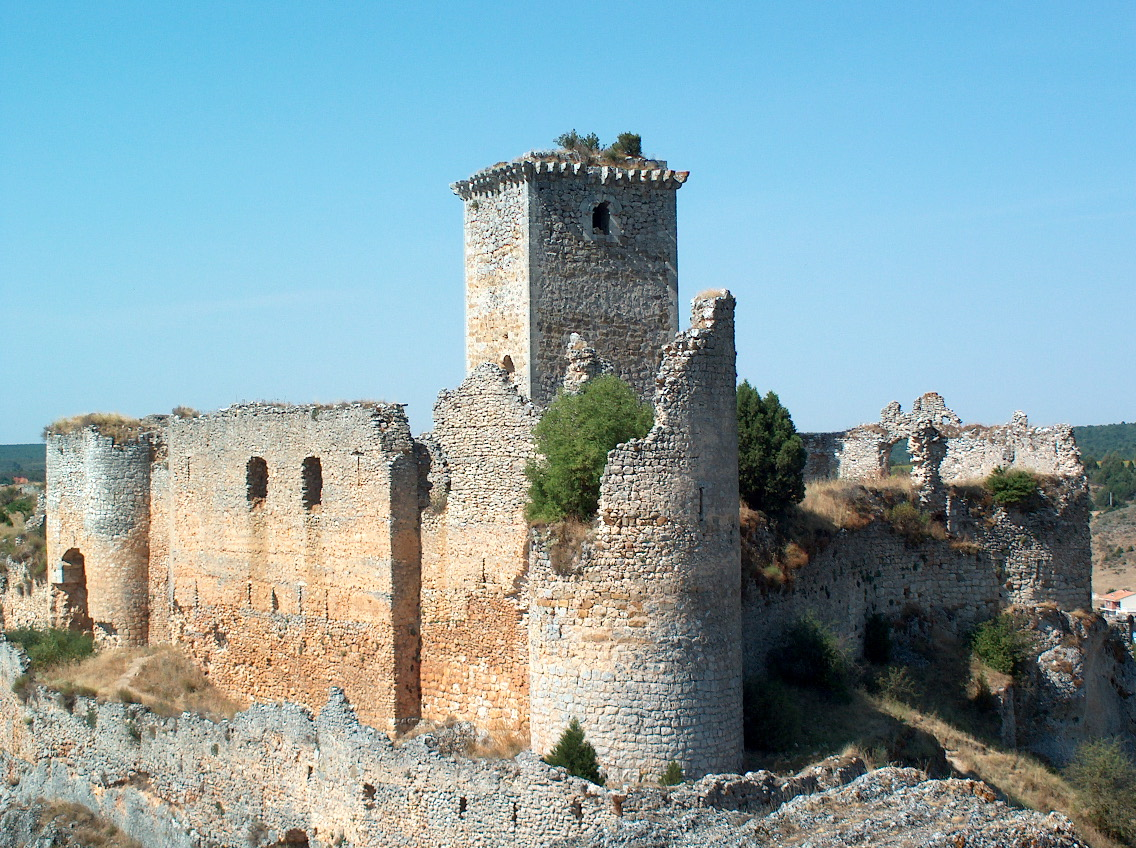
Castelo de Ucero

- Castelo da Raia, Monteagudo de las Vicarías
- Castelo de Almenar (Almenar de Soria)
- Castelo de Berlanga (Berlanga de Duero)
- Castelo de Calatañazor
- Castelo de Caracena, Caracena
- Castelo de Gormaz, Gormaz
- Castelo de Magaña
- Castelo de Medinaceli
- Castelo de Monteagudo de las Vicarías, Monteagudo de las Vicarías
- Castelo de Montuenga, Montuenga de Soria
- Castelo de Osma (El Burgo de Osma)
- Castelo de Peñalcázar
- Castelo de Rello
- Castelo de San Leonardo (San Leonardo de Yagüe)
- Castelo de Serón de Nágima, Serón de Nágima
- Castelo de Somaén, Arcos de Jalón
- Castelo de Soria
- Castelo de Ucero, Ucero
- Castelo de Yanguas

### Valladolid
- Castelo da Mota, Medina del Campo
- Castelo de Abajo, Curiel de Duero

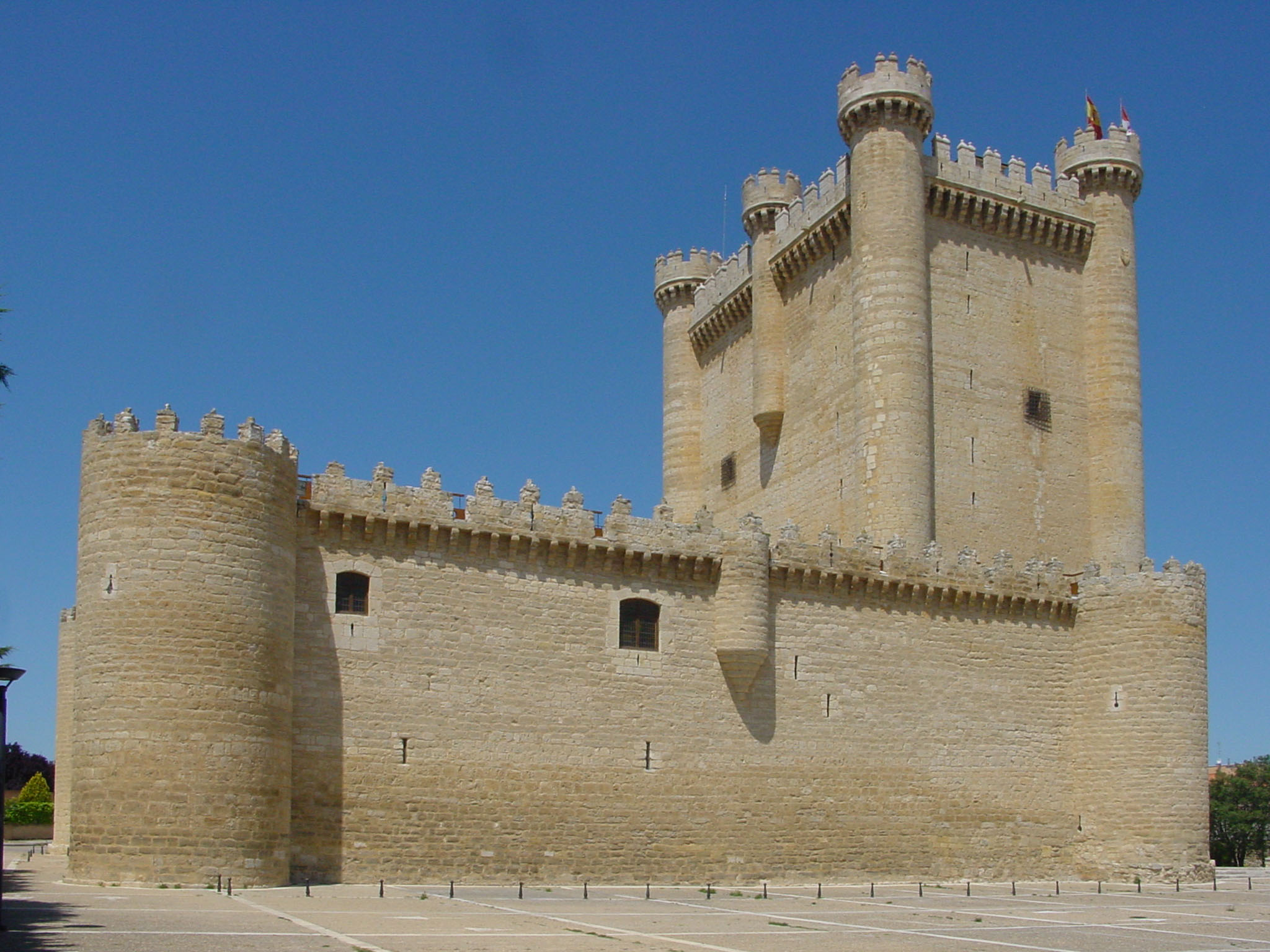
Castelo de Fuensaldaña

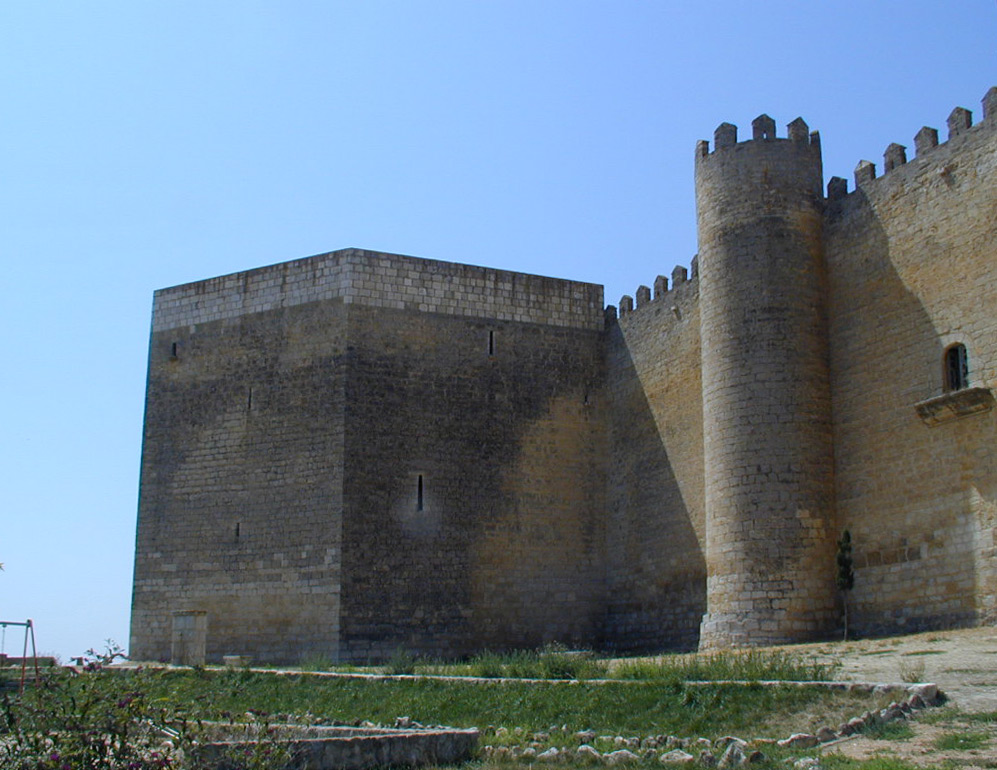
Castelo de Montealegre de Campos

- Castelo de Arriba, Curiel de Duero
- Castelo de Barcial de la Loma
- Castelo de Canillas de Esgueva, Canillas de Esgueva
- Castelo de Castromembibre, Castromembibre
- Castelo de Castroverde de Cerrato, Castroverde de Cerrato
- Castelo de Curiel de Duero, Curiel de Duero
- Castelo de Encinas de Esgueva, Encinas de Esgueva
- Castelo de Foncastín, Rueda
- Castelo de Fuensaldaña
- Castelo de Fuente el Sol
- Castelo de Íscar
- Castelo de La Mota
- Castelo de los Comuneros (Torrelobatón)
- Castelo de Montealegre de Campos
- Castelo de Montealegre
- Castelo de Mucientes
- Castelo de Peñafiel
- Castelo de Portillo
- Castelo de San Pedro de Latarce
- Castelo de Simancas, Simancas
- Castelo de Tiedra
- Castelo de Tordehumos
- Castelo de Trigueros del Valle
- Castelo de Urueña
- Castelo de Villafuerte de Esgueva
- Castelo de Villagarcia de Campos
- Castelo de Villalba de los Alcores
- Castelo de Villavellid

### Zamora
- Álcazar de Toro
- Castelo de Zamora
- Castelo do Caracol de Benavente
- Castelos de Alba (Losacino)
- Castelos de Puebla de Sanabria
- Castelos de Villalonso

## Castela-Mancha

### Albacete
- Castelo de Alcalá del Júcar
- Castelo de Alcaraz
- Castelo de Almansa
- Castelo de Bienservida
- Castelo de Caudete

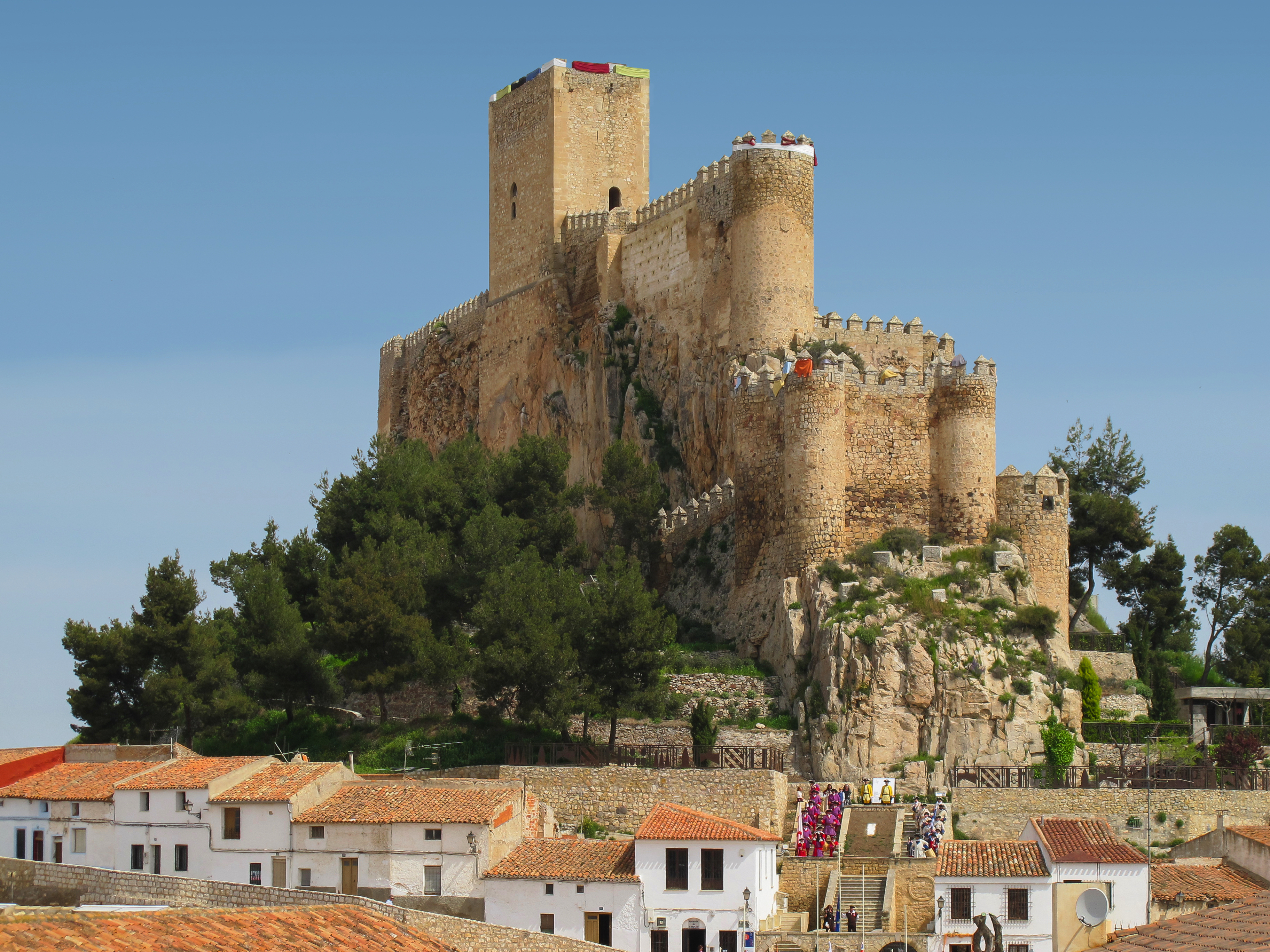
Castelo de Almansa

- Castelo de Chinchilla de Montearagón
- Castelo de Cotillas
- Castelo de La Encomienda
- Castelo de Llano de la Torre
- Castelo de Montealegre del Castillo
- Castelo de Munera
- Castelo de Peñas de San Pedro
- Castelo de Rochafrida
- Castelo de Sierra
- Castelo de Taibilla
- Castelo de Tobarra
- Castelo de Vegallera
- Castelo de Ves
- Castelo de Yeste
- Castelo Velho de Carcelén

### Ciudad Real
- Castelo da Estrela, Montiel
- Castelo de Alarcos
- Castelo de Alhambra
- Castelo de Calatrava, Calatrava la Vieja
- Castelo de Caracuel
- Castelo de Doña Berenguela
- Castelo de Motizón, Villamanrique
- Castelo de Peñarroya
- Castelo de Piedrabuena
- Castelo de Pilas Bonas
- Castelo-Convento de Calatrava la Nueva

### Cuenca
- Castelo de Alarcón
- Castelo de Belmonte
- Castelo de Garcimuñoz
- Castelo de Huete, Alcáçova de Wabda ou Castelo de Luna

### Guadalajara
- Alcáçova de Zorita, Zorita de los Canes
- Alcázar Real de Guadalajara
- Atalaia de los Casares, Riba de Saelices
- Casa-forte de La Bujeda, entre Traid e Otilla
- Casa-forte de la Vega de Arias, Tierzo
- Casa-forte de Setiles
- Casilla de los Moros, Membrillera
- Castelo de Albalate de Tajuña, Luzaga
- Castelo de Albaráñez, Salmerón
- Castelo de Alcocer
- Castelo de Alcorlo, Castelo del Corlo ou Castelo del Congosto, San Andrés del Congosto
- Castelo de Algar de Mesa
- Castelo de Alhóndiga
- Castelo de Almalaff, Hortezuela de Océn
- Castelo de Almoguera
- Castelo de Alpetea, Villar de Cobeta
- Castelo de Anguix
- Castelo de Aragosa
- Castelo de Arbeteta
- Castelo de Atienza
- Castelo de Baides
- Castelo de Bembibre, en Castilmimbre
- Castelo de Berninches
- Castelo de Canales del Ducado
- Castelo de Casasana
- Castelo de Castejón de Henares
- Castelo de Castilforte
- Castelo de Castilnuevo
- Castelo de Cobeta
- Castelo de Codes
- Castelo de Cogolludo
- Castelo de Corduente
- Castelo de Cuevas Minadas
- Castelo de Diempures, Cantalojas
- Castelo de Don Juan Manuel, Cifuentes
- Castelo de Doña Urraca ou Castelo de Molinán, Beleña de Sorbe
- Castelo de Durón
- Castelo de Embid
- Castelo de Escamilla
- Castelo de Escopete
- Castelo de Espinosa de Henares ou El Palacio
- Castelo de Establés ou Castelo da Má Sombra
- Castelo de Fuentelencina e Torre de la Mora Cantana
- Castelo de Fuentelsaz
- Castelo de Fuentelviejo
- Castelo de Fuentes, Fuentes de la Alcarria
- Castelo de Galve de Sorbe ou Castelo dos Zúñiga
- Castelo de Guijosa
- Castelo de Guisema, Tortuera
- Castelo de Hita
- Castelo de Hueva
- Castelo de Inesque, Atienza
- Castelo de Jadraque ou Castelo de El Cid
- Castelo de la Fandiña, Taravilla
- Castelo de La Yunta
- Castelo de Labros
- Castelo de Loranca de Tajuña
- Castelo de los Funes, Villel de Mesa
- Castelo de Mandayona
- Castelo de Mayrena, Horche
- Castelo de Mesa, Villel de Mesa
- Castelo de Miedes de Atienza
- Castelo de Milmarcos
- Castelo de Mochales
- Castelo de Molina de Aragón ou Fortaleza de Molina de los Caballeros
- Castelo de Mondéjar
- Castelo de Montarrón
- Castelo de Motos
- Castelo de Muduex
- Castelo de Murel de Tajo ou Castelo de Santa María de Murel, entre Morillejo e Carrascosa de Tajo
- Castelo de Ocentejo
- Castelo de Orea
- Castelo de Palazuelos
- Castelo de Pareja
- Castelo de Pelegrina
- Castelo de Peña Bermeja, Brihuega
- Castelo de Peñahora, Humanes
- Castelo de Peñalén
- Castelo de Peñalver
- Castelo de Peñas de Alkalathem ou Castelo de las Peñas Alcalatenas, entre Trillo e Viana de Mondéjar, sobre uma das Tetas de Viana
- Castelo de Pioz
- Castelo de Riba de Santiuste
- Castelo de Rocha Frida, Atanzón
- Castelo de Rueda de la Sierra
- Castelo de Saceda, Peralejos de las Truchas
- Castelo de Salmerón
- Castelo de Santiuste, Corduente
- Castelo de Sigüenza
- Castelo de Tamajón
- Castelo de Tendilla
- Castelo de Torija
- Castelo de Torresaviñán, Castelo de San Juan (La Torresaviñán) ou Castelo de la Luna, La Torresaviñán
- Castelo de Trijueque
- Castelo de Trillo
- Castelo de Uceda
- Castelo de Valfermoso de Tajuña
- Castelo de Vállaga, Illana
- Castelo de Valtablado del Río
- Castelo de Viana de Mondéjar
- Castelo de Yunquera de Henares
- Castelo de Zafra, Campillo de Dueñas
- Castelo del Cuadrón ou Castelo de Santa Ana, Auñón
- Castelo do Conde Don Julián, Taravilla
- Castelo do Mouro, Terzaga
- Castelo dos Mouros, Luzón
- Castelo dos Mouros, Tierzo
- Castelo velho de Guijosa
- Fortaleza de Alcolea de Torote, entre Torrejón del Rey e Galápagos
- Fortaleza de Las Inviernas
- Fortaleza de Otilla
- Fortaleza de Torrecuadrada de los Valles
- Fortaleza de Torrecuadrada de Molina
- Forte fusileiro de San Francisco, Guadalajara
- Pesebrico del Cid, Castelo de Álvaro Yáñez ou Castelo de Barafáñez, Romanones
- Torre de Aragón, Molina de Aragón
- Torre de Chilluentes, Tartanedo
- Torre de Doña Blanca, Taravilla
- Torre de Séñigo, Sigüenza

### Toledo
- Alcázar de Toledo
- Castelo de Almonacid
- Castelo de Consuegra
- Castelo de Cuerva
- Castelo de Dos Hermanas
- Castelo de Guadamur
- Castelo de Malamoneda
- Castelo de Malpica de Tajo
- Castelo de Maqueda
- Castelo de Mascaraque
- Castelo de Montalbán
- Castelo de Olmos
- Castelo de Oreja
- Castelo de Oropesa
- Castelo de Peñas Negras de Mora
- Castelo de San Servando
- Castelo de Villalba
- Castelo-palácio de Escalona

## Catalunha

### Barcelona

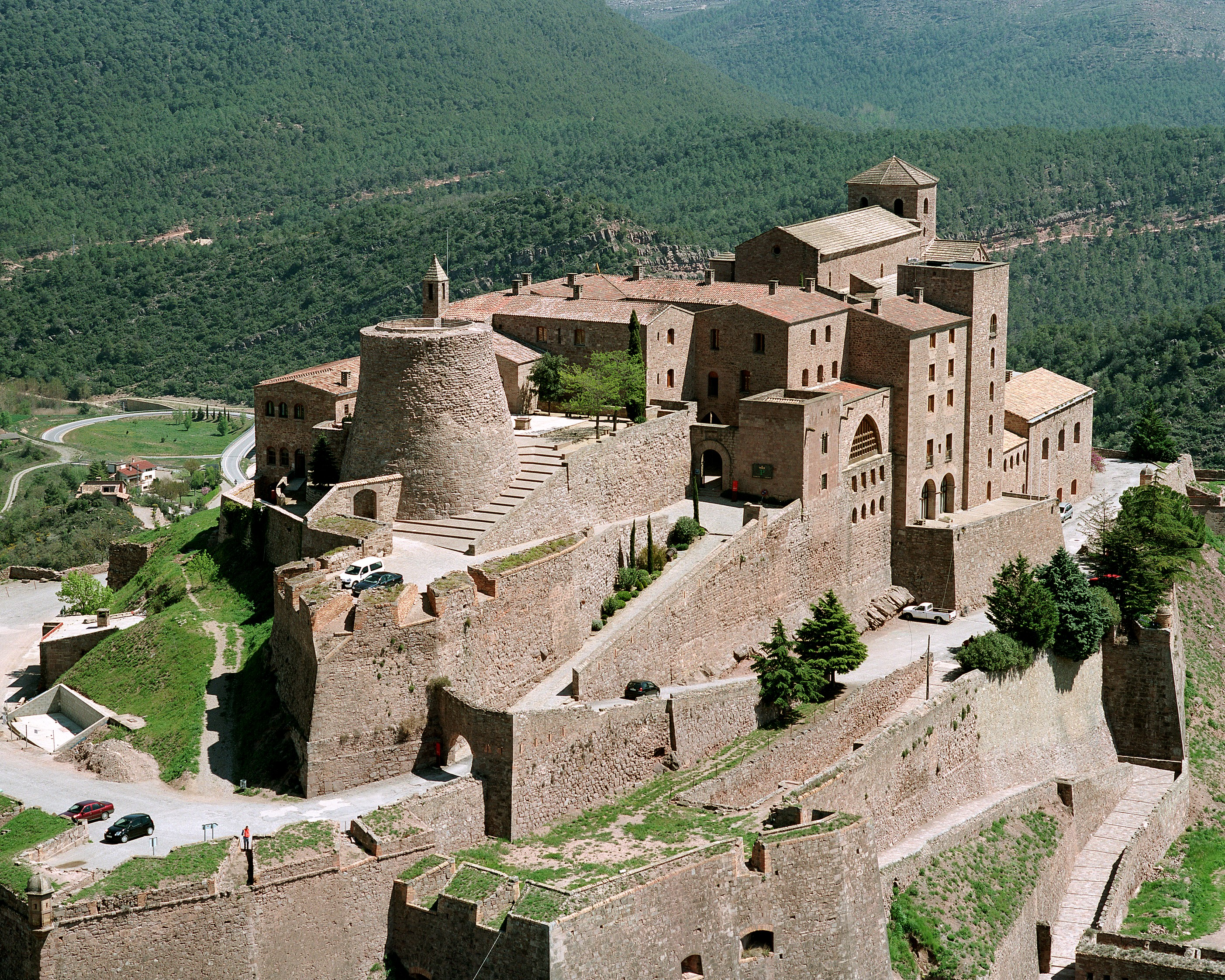
Castelo de Cardona

- Castelo de Barcelona, Barcelona
- Castelo de Burriac
- Castelo de Cardona
- Castelo de Dosrius
- Castelo de Montjuic
- Castelo de Orís
- Castelo de Santa Florentina
- Castelo de Tagamanent
- Castelo cartuxa de Vallparadís

### Tarragona
| # | Retrato | Nome            | Construção | Notas |
| - | ------- | --------------- | ---------- | ----- |
|   |         | Castelo de Ascó | .          |       |

- Castelo de Ascó, Ascó

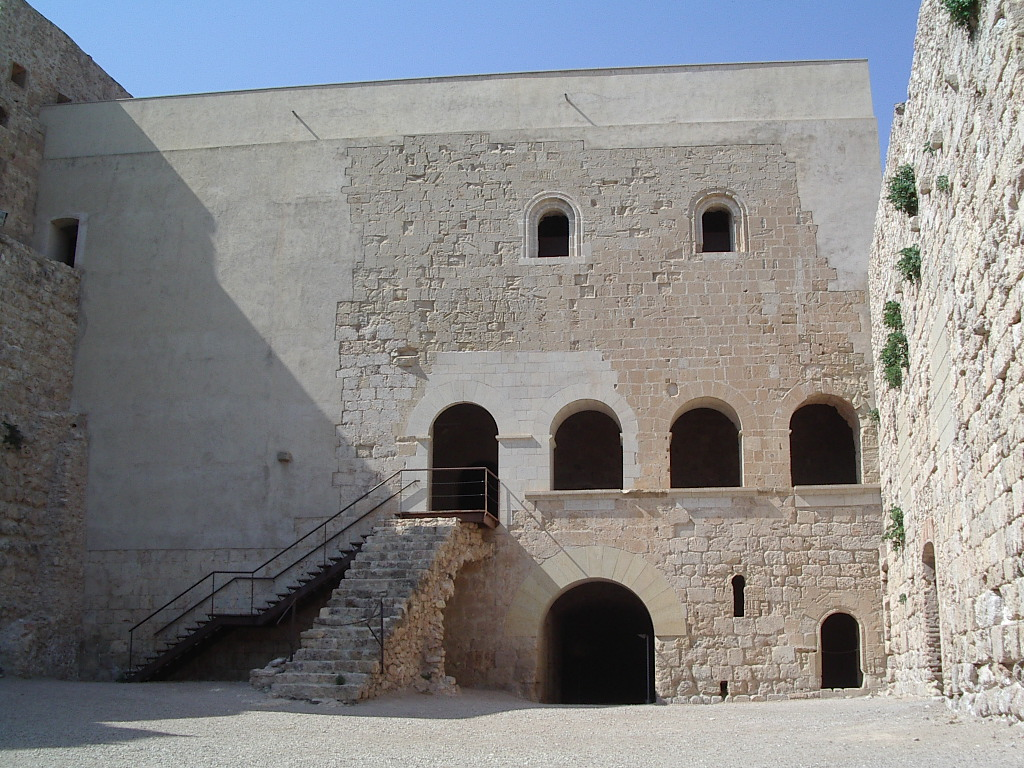
Castelo de Miravet

- Castelo de Barberà, Barberà de la Conca
- Castelo de Miravet, Miravet
- Monastério de Sant Miquel d'Escornalbou, San Miquel d'Escornalbou

### Gerona
- Castelo da Tallada, Ampurdán
- Castelo de Montsoriu
- Castelo de Peralada
- Castelo de San Juan
- Castelo-palácio de la Bisbal

### Lérida

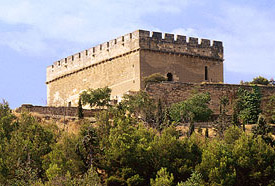
Castelo de Gardeny

- Castelo de Besora, Santa Maria de Besora
- Castelo de Granyena, Granyena de Segarra
- Castelo de Gardeny, Lérida
- Castelo de Montsonis, Montsonis
- Castelo de la Tallada (Segarra), Segarra

## Comunidade Valenciana

### Alicante
- Castelo da Costurera, Balones
- Castelo da Mola, Novelda
- Castelo da Murta, Agost

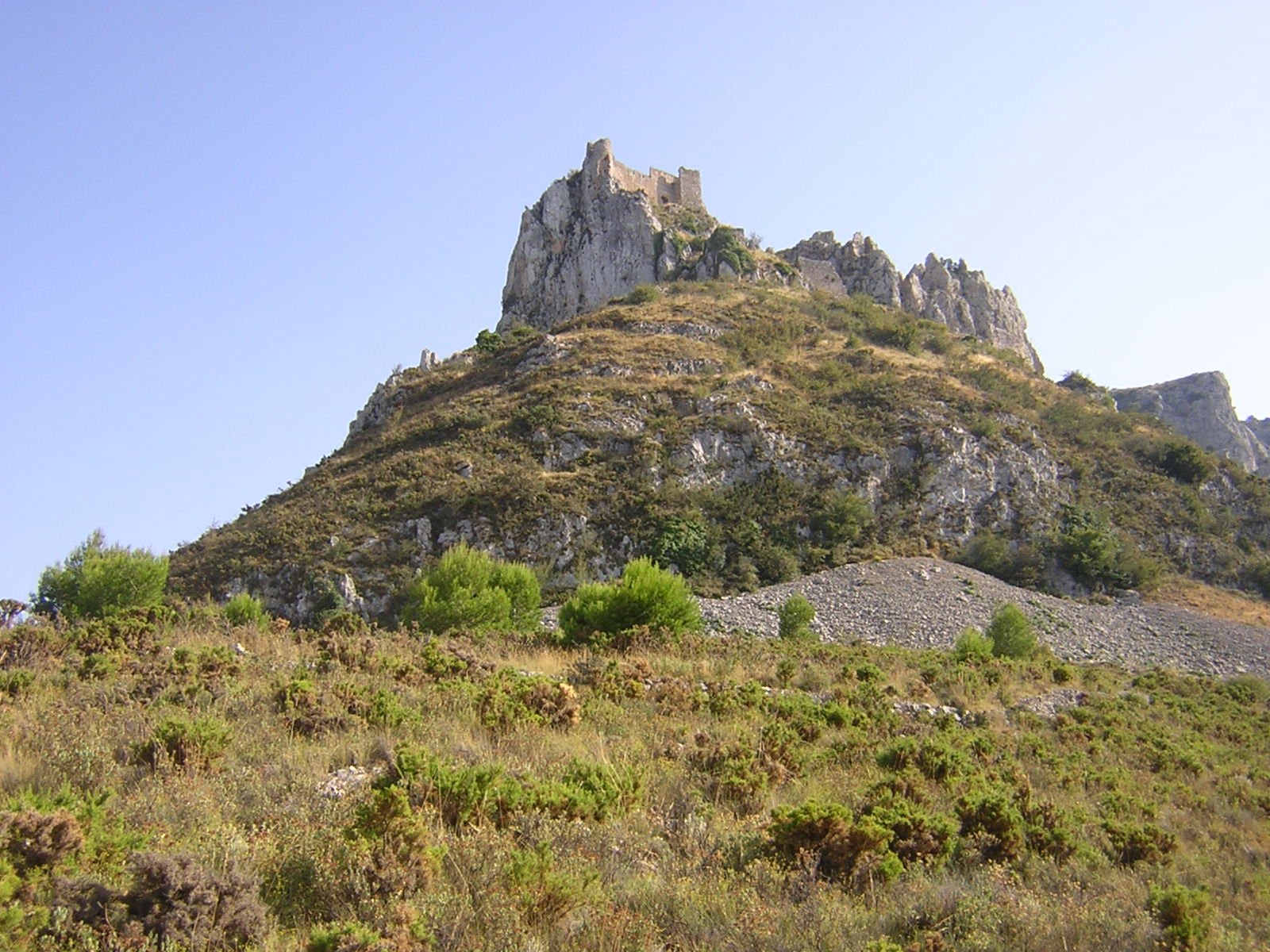
Castelo de Alfofra

Castelo de Barchell

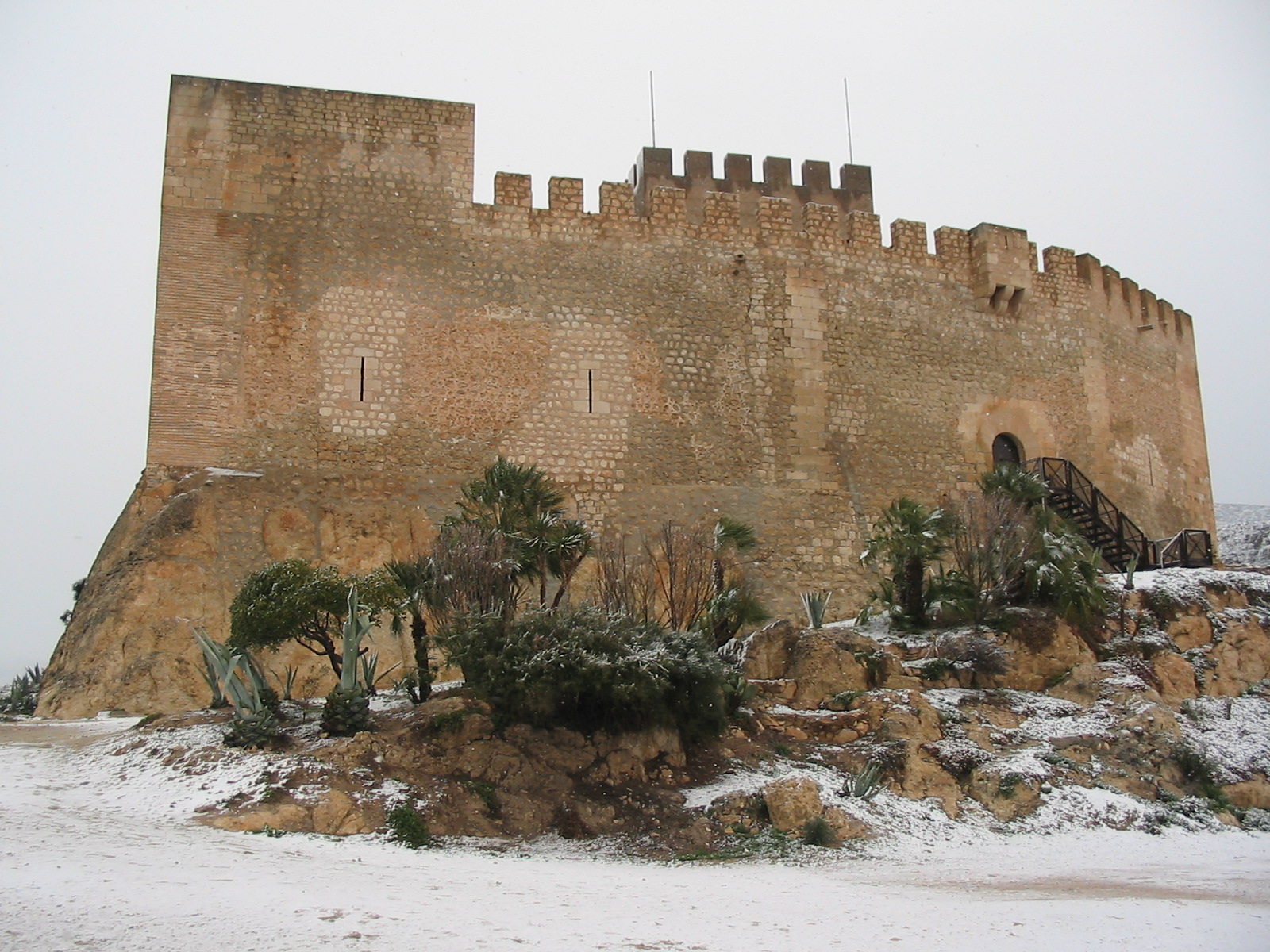
Castelo de Petrer

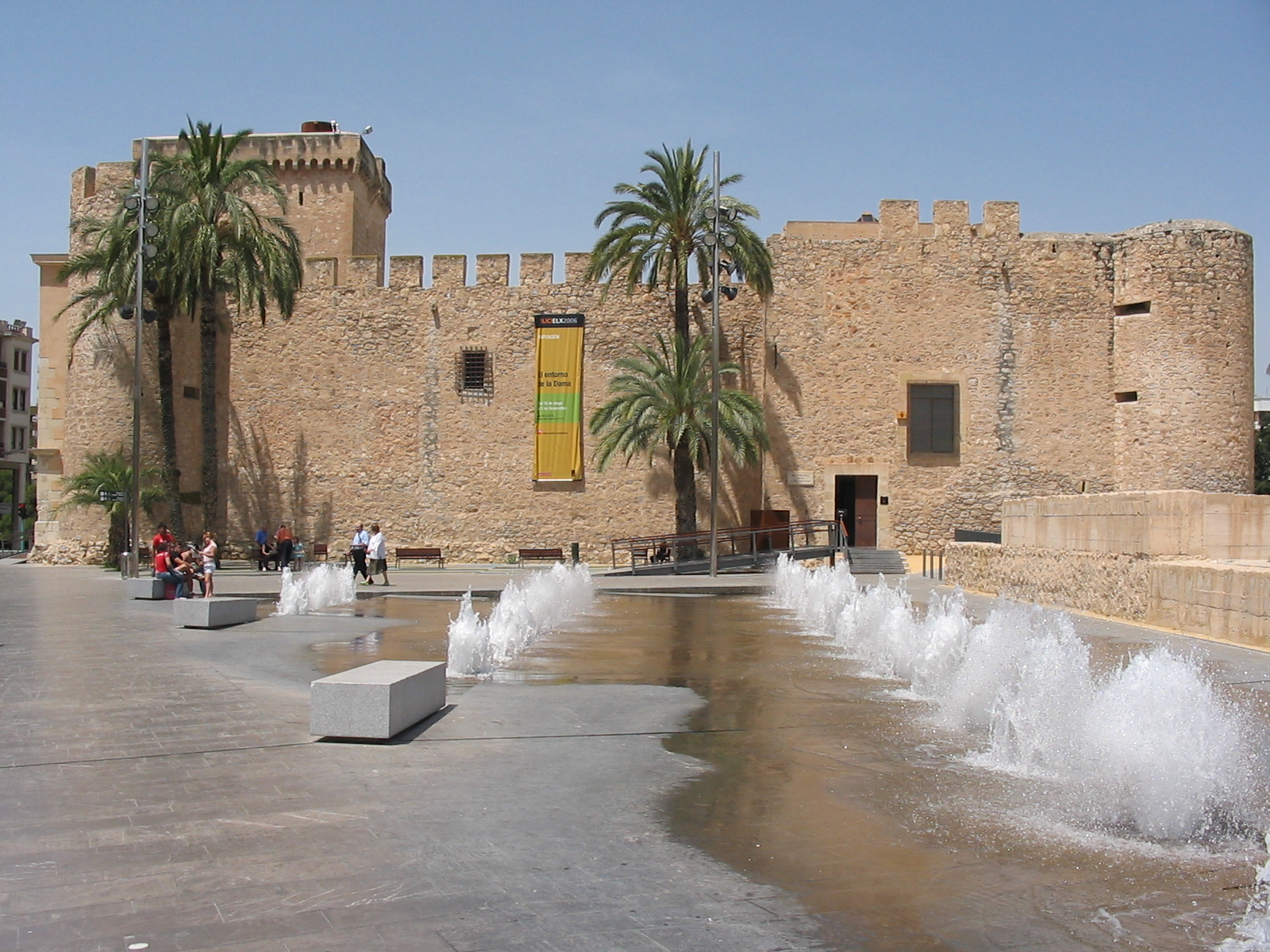
Castelo-palácio de Altamira

- Castelo das Adzaharas, La Vall de Laguar
- Castelo de Agost, Agost
- Castelo de Agres, Agres
- Castelo de Aigües, Aigües
- Castelo de Aixa, Alcalalí
- Castelo de Alfofra, Confrides
- Castelo de Ambra, Pego
- Castelo de Bañeres de Mariola, Banyeres de Mariola
- Castelo de Barchell, Castelo de Barxell, Alcoi
- Castelo de Biar, Biar
- Castelo de Castalla, Castalla
- Castelo de Cocentaina, Cocentaina
- Castelo de Cox, Cox
- Castelo de Dénia, Dénia
- Castelo de Elda, Elda
- Castelo de Forna, Adsubia
- Castelo de Guadalest, El Castell de Guadalest
- Castelo de Guardamar, Guardamar del Segura
- Castelo de Monforte del Cid, Monforte del Cid
- Castelo de Monóvar, Monóvar
- Castelo de Moraira, Moraira
- Castelo de Orihuela, Orihuela
- Castelo de Penella, Concentaina
- Castelo de Penàguila, Penàguila
- Castelo de Petrer, Petrer
- Castelo de Polop, Polop
- Castelo de Salvatierra, Villena
- Castelo de San Fernando (Alicante)
- Castelo de Santa Bárbara (Alicante)
- Castelo de Santa Pola, Santa Pola
- Castelo de Sax, Sax
- Castelo de Tárbena, Tárbena
- Castelo de Tibi, Tibi
- Castelo de Villena, Villena
- Castelo do Mascarat, Calpe
- Castelo do Rio, Aspe
- Castelo-palácio de Altamira, Elche
- Forte de Bernia, Callosa d'En Sarrià
- Torre Alcalalí, Alcalalí
- Torre de Beneixama, Beneixama

### Castelló

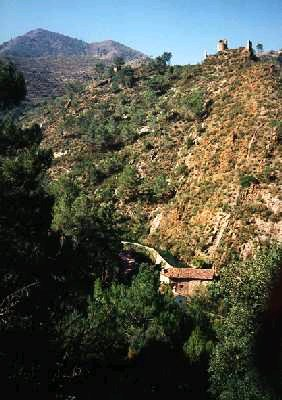
Castelo de Benalí

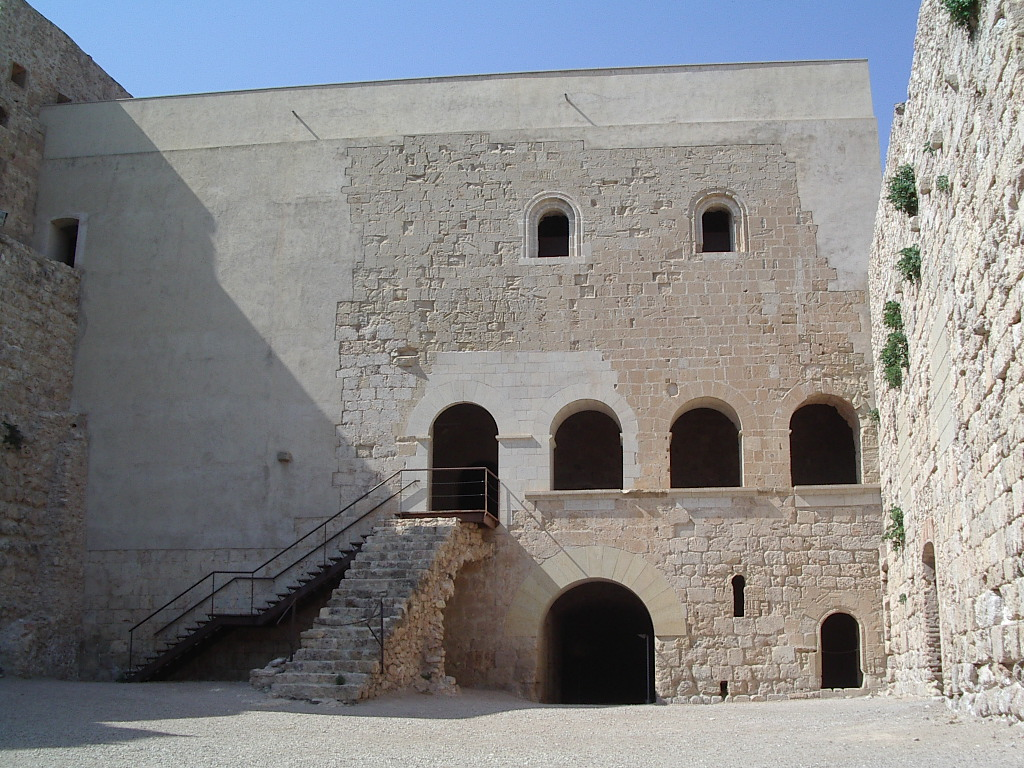
Castelo de Miravet

- Castelo de Abenromá, Cuevas de Vinromá
- Castelo de Adzaneta, Atzeneta del Maestrat
- Castelo de Albocácer, Albocàsser
- Castelo de Alcalatén, L'Alcora
- Castelo de Alcudia de Veo, Alcudia de Veo
- Castelo de Almenara, Almenara
- Castelo de Almonecir, Vall de Almonacid
- Castelo de Artana, Artana
- Castelo de Ayódar, Ayódar
- Castelo de Azuébar, Azuébar
- Castelo de Benalí, Aín
- Castelo de Boriol, Boriol
- Castelo de Castellnovo, Castelnovo
- Castelo de Cervera, Cervera
- Castelo de El Toro, El Toro
- Castelo de Eslida, Eslida
- Castelo de Fadrell, Castelló de la Plana
- Castelo de Fanzara, Fanzara
- Castelo de Ganalur, Vallat
- Castelo de Herbés, Herbés
- Castelo de Les Torroceles, Lucena del Cid
- Castelo de Mauz, Sueras
- Castelo de Miravet, Cabanes
- Castelo de Montornés, Benicasim
- Castelo de Morella, Morella
- Castelo de Olocau, Olocau del Rey
- Castelo de Peníscola, Peníscola
- Castelo de Tales, Tales
- Castelo de Todolella, Todolella
- Castelo de Toga, Toga
- Castelo de Vilafamés, Vilafamés
- Castelo de Villahaleva, Torralba del Pinar
- Castelo de Villamalur, Villamalur
- Castelo de Urrea, Lucena del Cid
- Castelo de Xinquer, Alcudia de Veo
- Castelo de Xivert, Alacalà de Xivert
- Castelo do Bou Negre, Argelita e Ludiente
- Castelo-palácio dos condes de Arizo

### Valência
- Castelo de Ademuz, Ademuz
- Castelo de Aledua, Llombay
- Castelo de Bayrén, Gandia
- Castelo de Bolbaite, Bolbaite
- Castelo de Buñol, Buñol

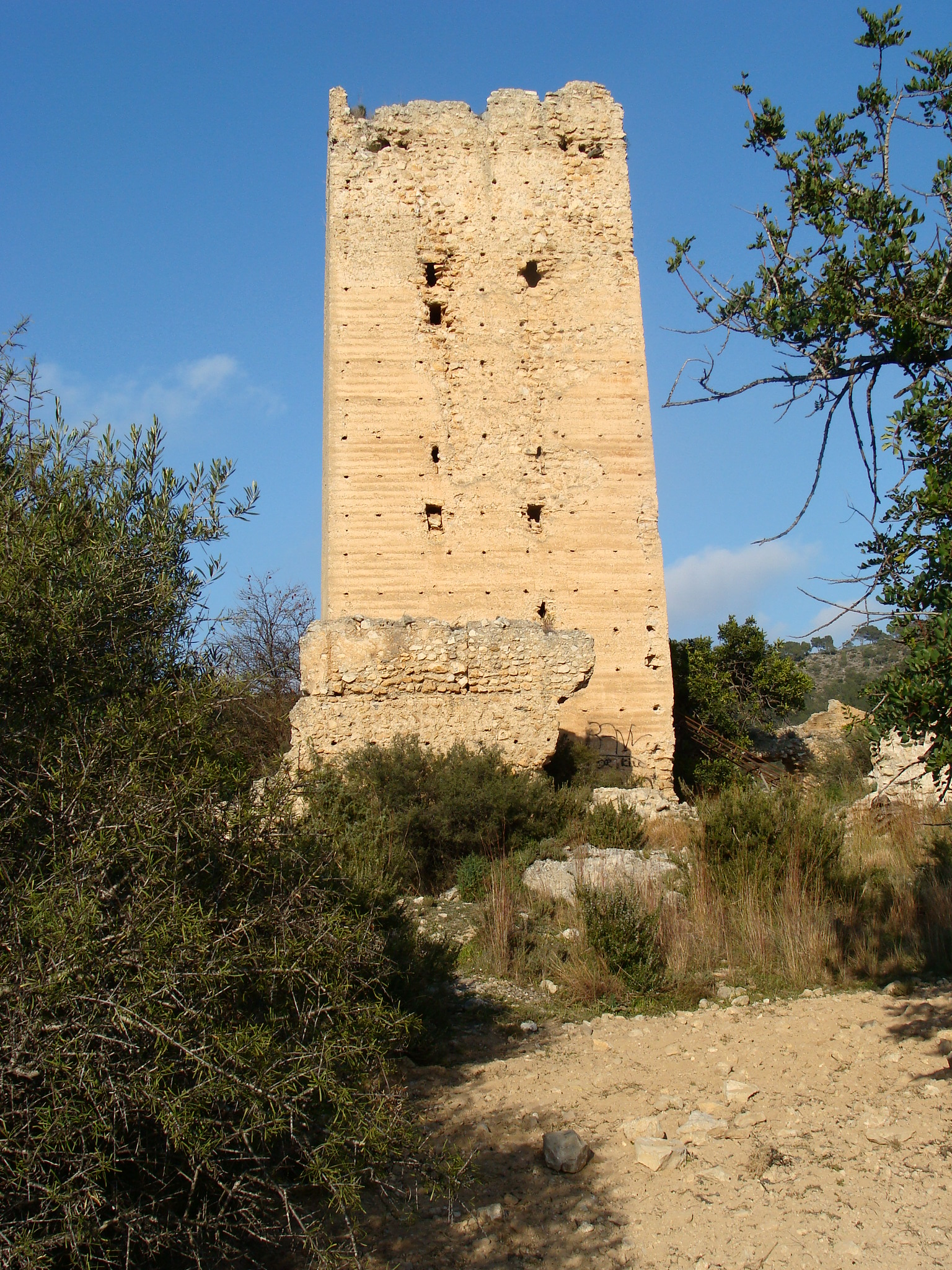
Castelo de Aledua

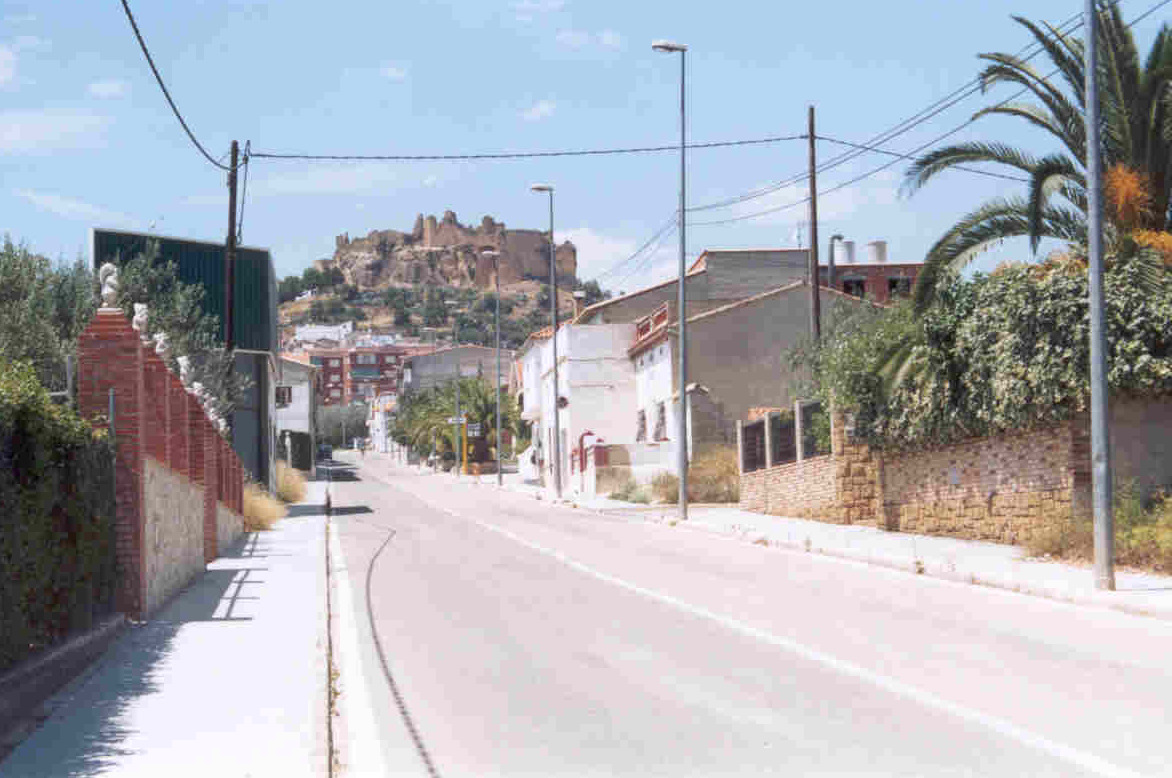
Castelo de Montesa

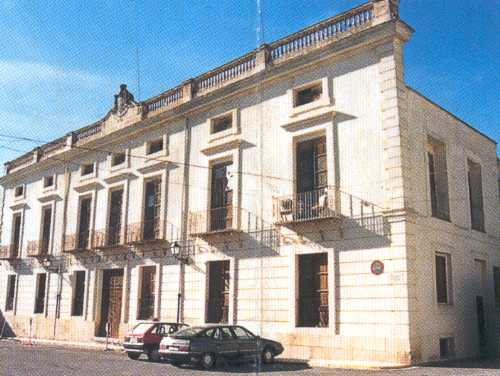
Castelo-palácio de Ayelo de Malferit

- Castelo de Castielfabib, Castielfabib
- Castelo de Cebolla, Cebolla
- Castelo de Chera, Chera
- Castelo de Chiva, Chiva
- Castelo de Chulilla, Chulilla
- Castelo de Corbera, Corbera
- Castelo de Jalance, Jalance
- Castelo de Jarafuel, Jarafuel
- Castelo de Játiva, Játiva
- Castelo de Macastre, Macastre
- Castelo de Marinyén, Marinyén
- Castelo de Millares, Millares
- Castelo de Mogente, Mogente
- Castelo de Moixent, Moixent
- Castelo de Montesa, Montesa
- Castelo de Montroy, Montroy
- Castelo de Navarrés, Navarrés
- Castelo de Quesa, Quesa
- Castelo de Rugat, Aielo de Rugat
- Castelo de Rebollet, La Font d'En Carròs
- Castelo de Segart, Segart
- Castelo de Serra, Serra
- Castelo de Sot de Chera, Sot de Chera
- Castelo de Sumacárcel, Sumacárcel
- Castelo de Torres Torres, Torres Torres
- Castelo de Turís, Turís
- Castelo de Vallada, Vallada
- Castelo de Villalonga, Villalonga
- Castelo de Xio, Luchente
- Castelo do Piló, Albalat dels Tarongers
- Castelo-palácio de Alaquàs, Alaquàs
- Castelo-palácio de Ayelo de Malferit, Aielo de Malferit
- Castelo-palácio de Bicorp, Bicorp

## Galiza

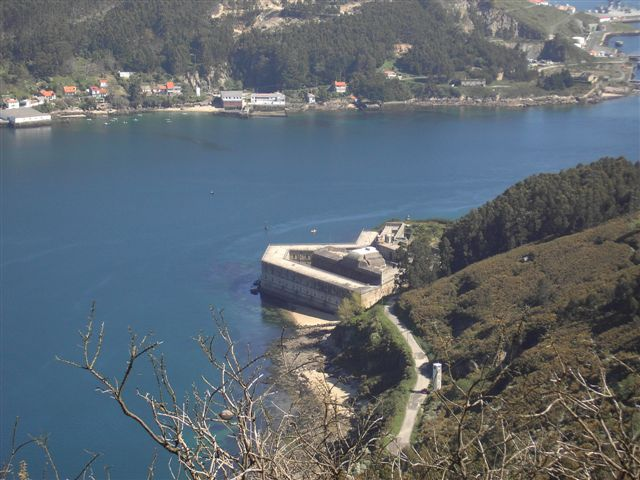
Castelo da Palma

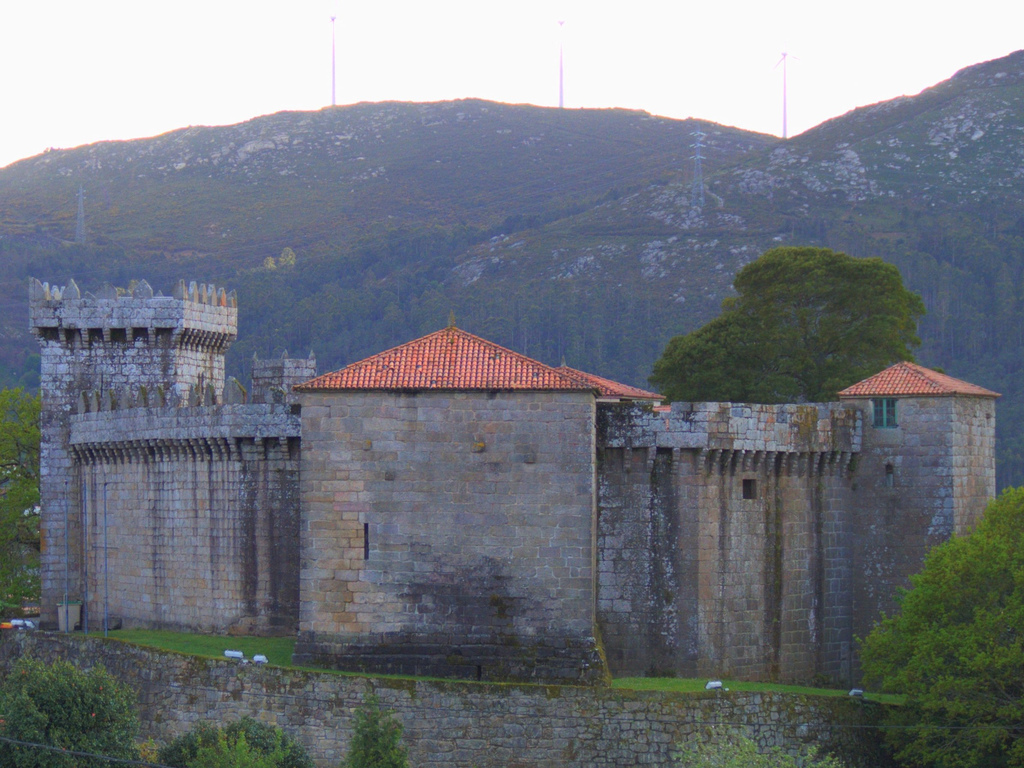
Castelo de Vimianzo

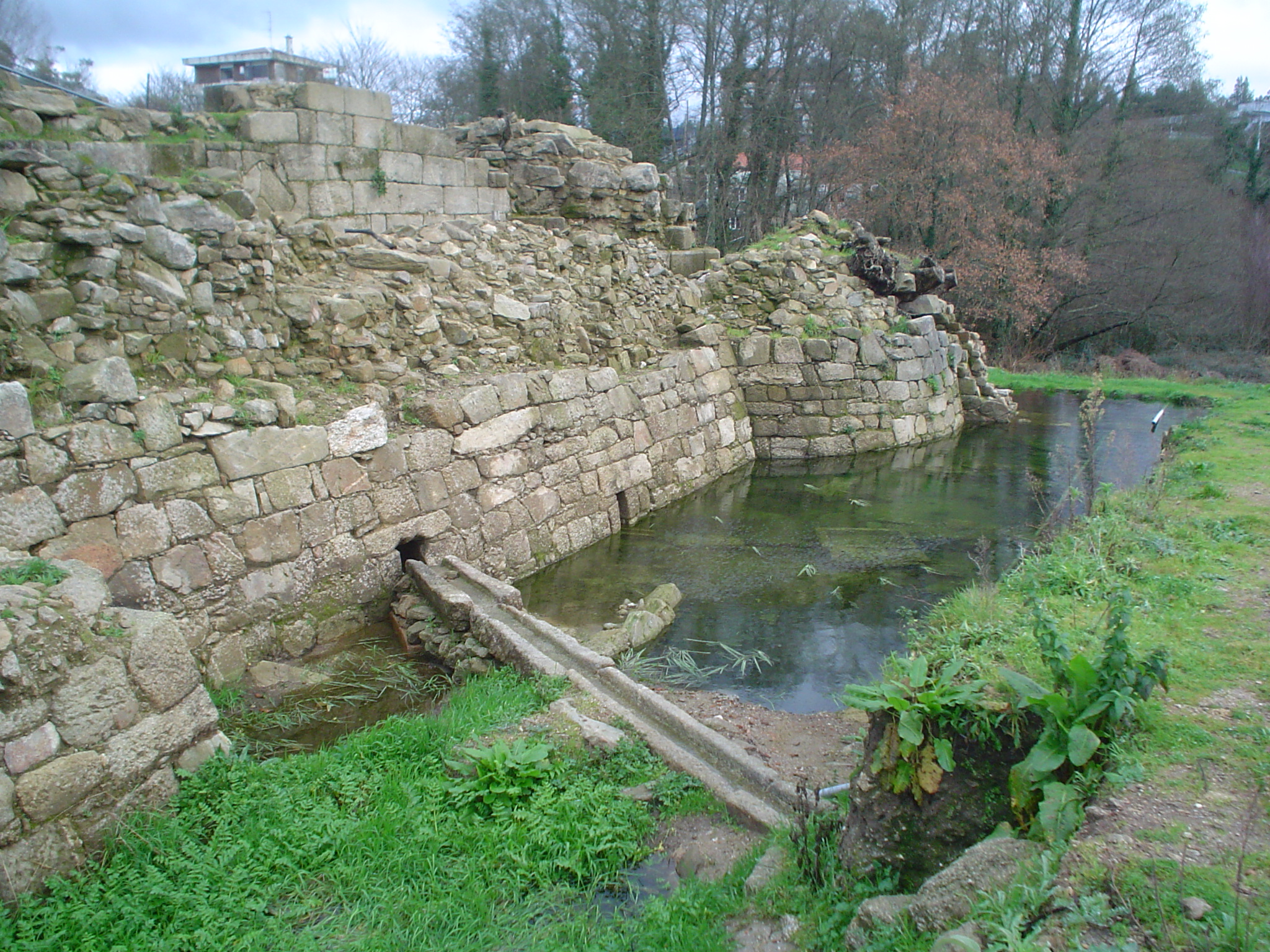
Castelo da Rocha Forte

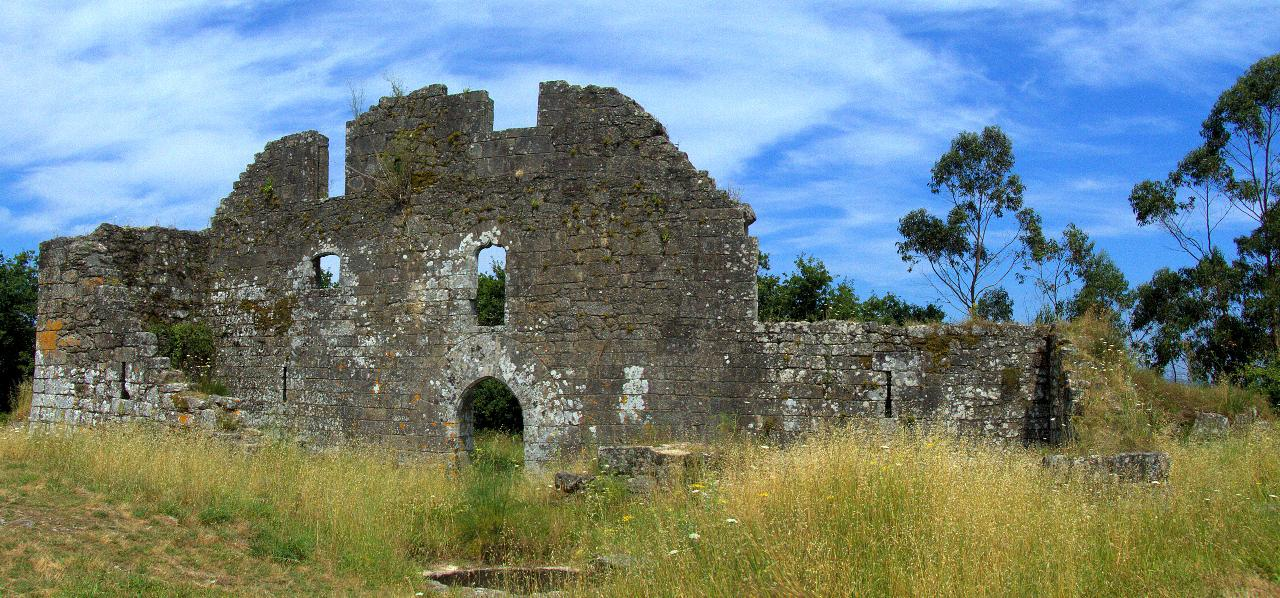
Torres de Altamira, Espanha

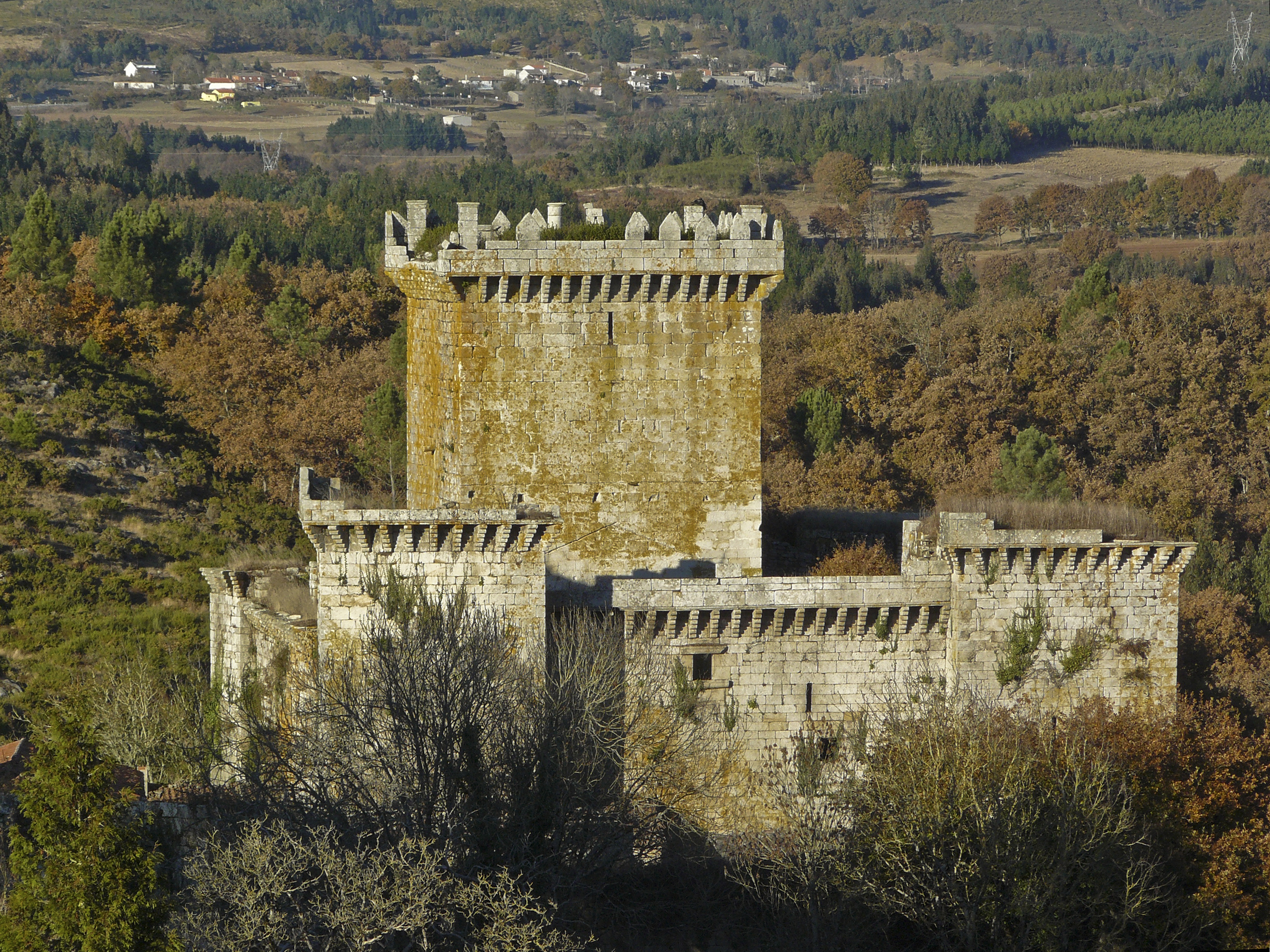
Castelo de Pambre

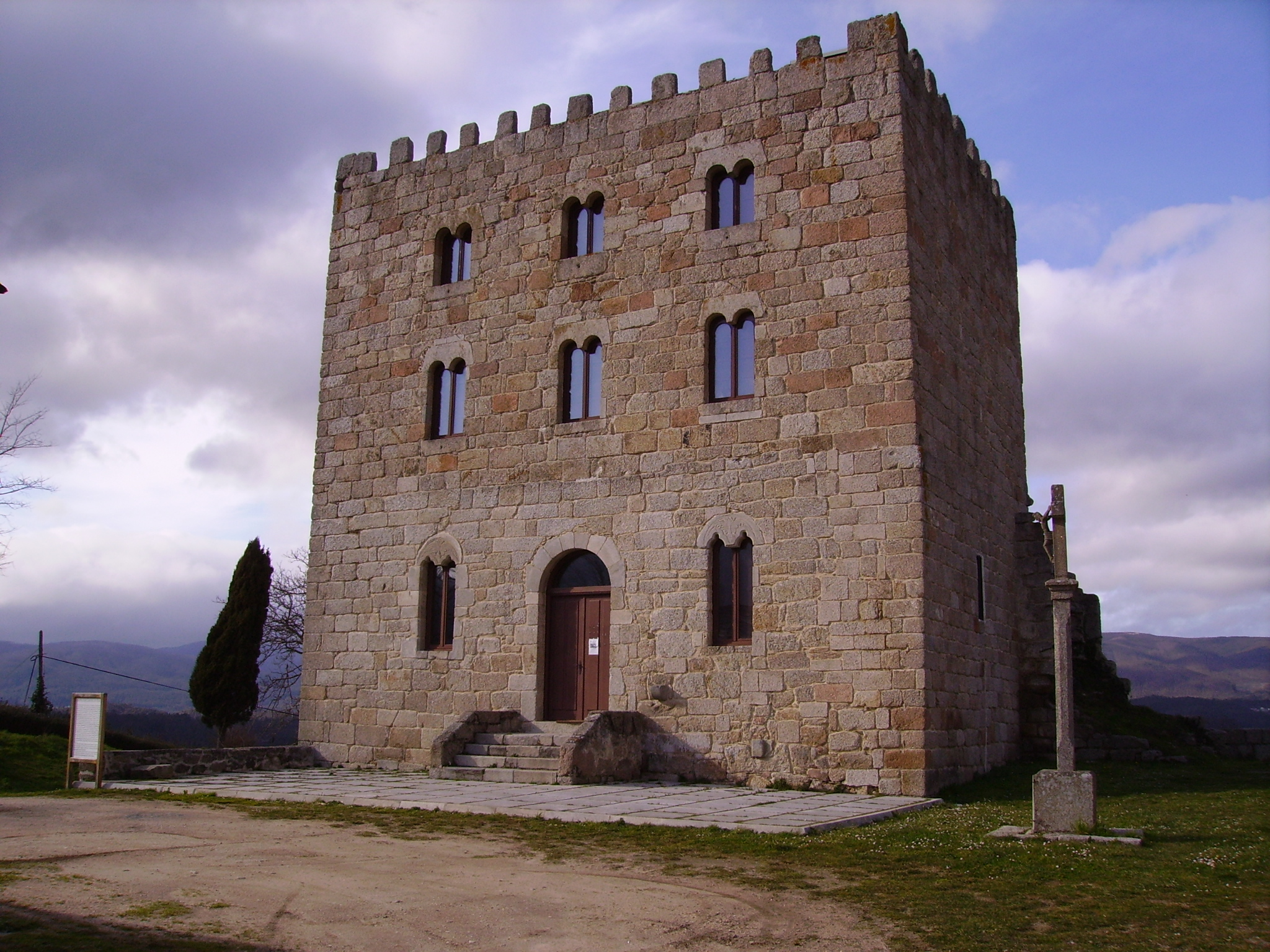
Castelo de Castrodouro

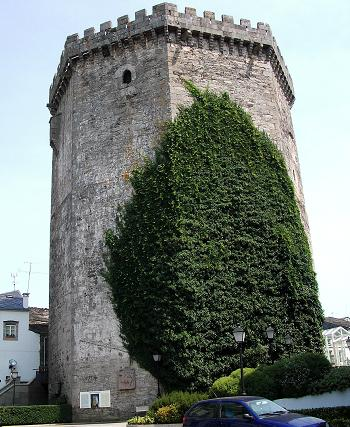
Torre do Castelo dos Andrade

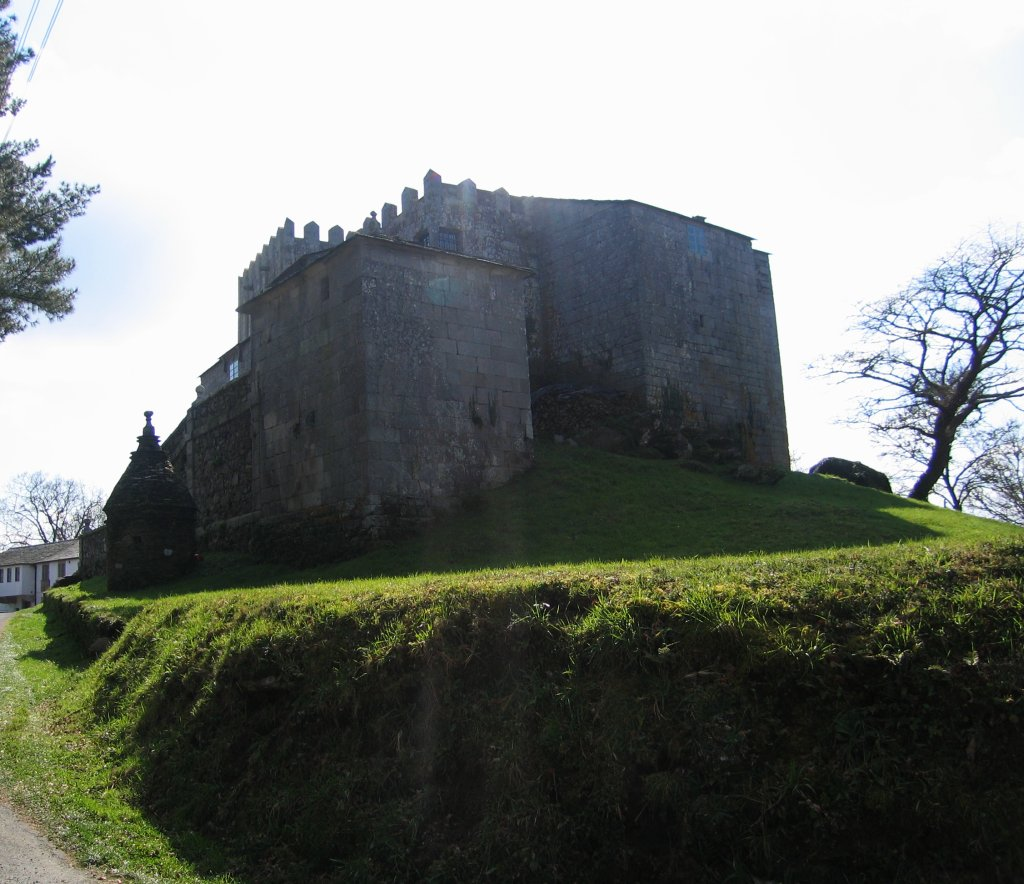
Fortaleza de San Paio de Narla

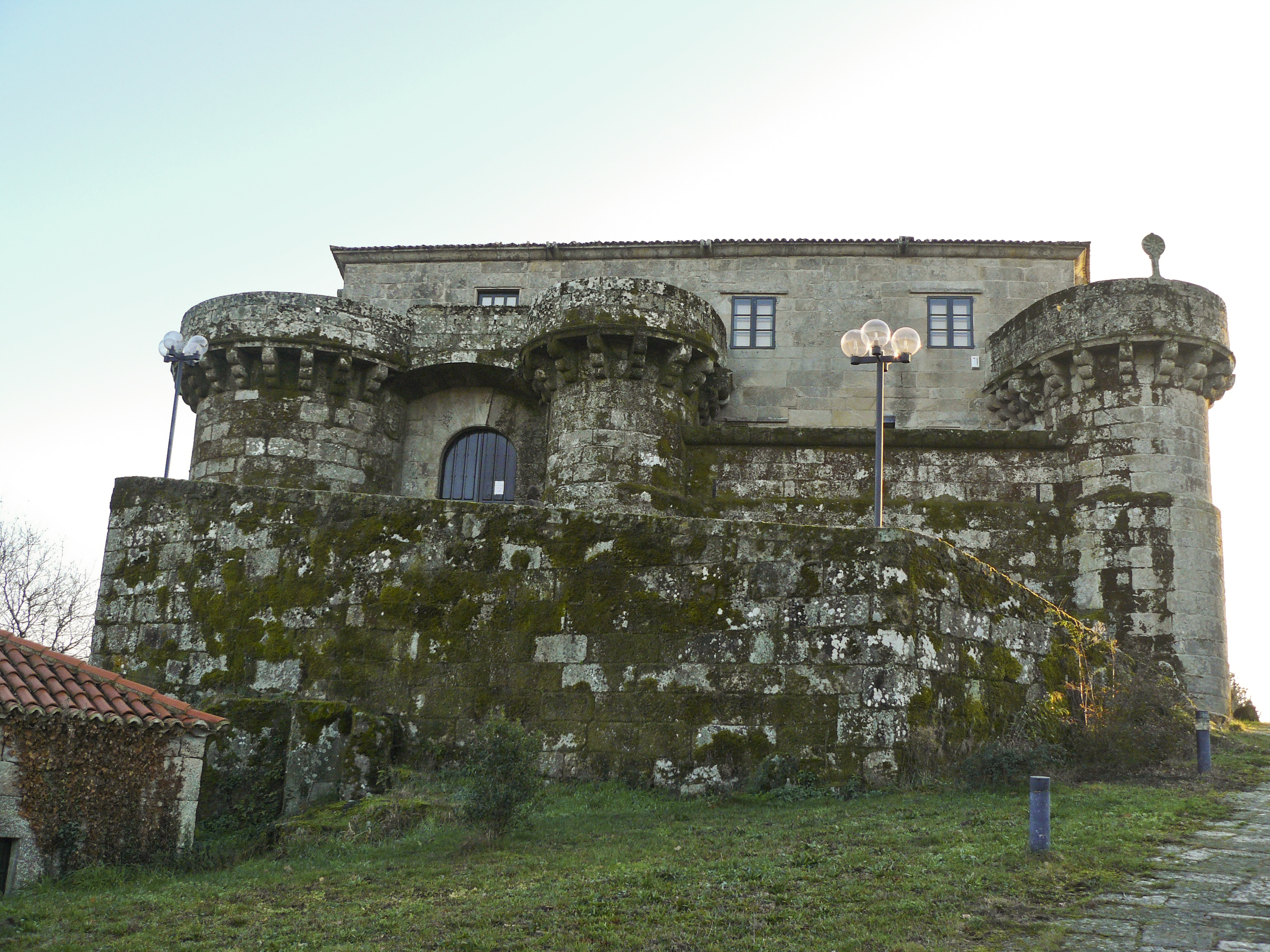
Castelo de Vilamarín

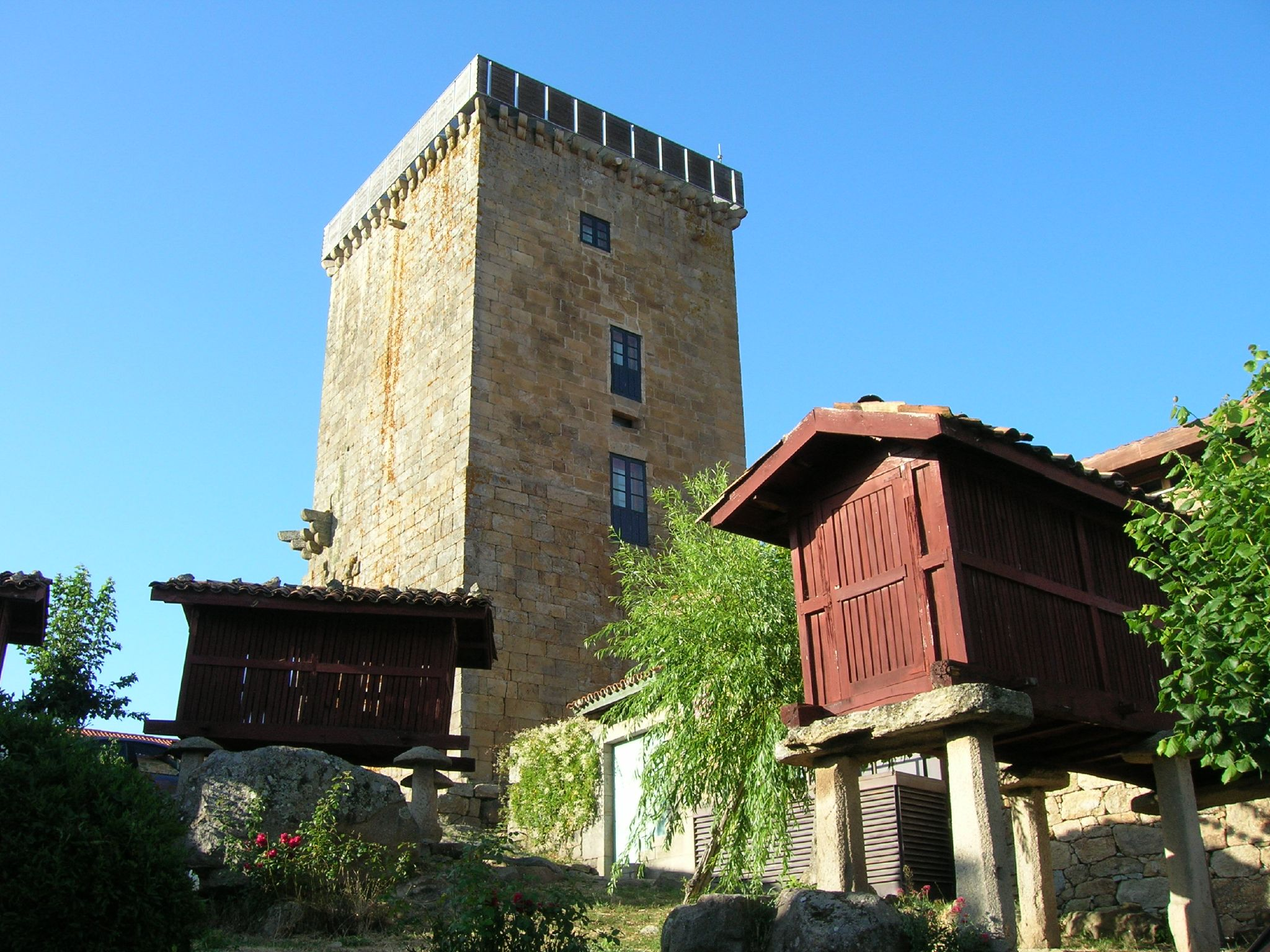
Torre de Vilanova dos Infantes

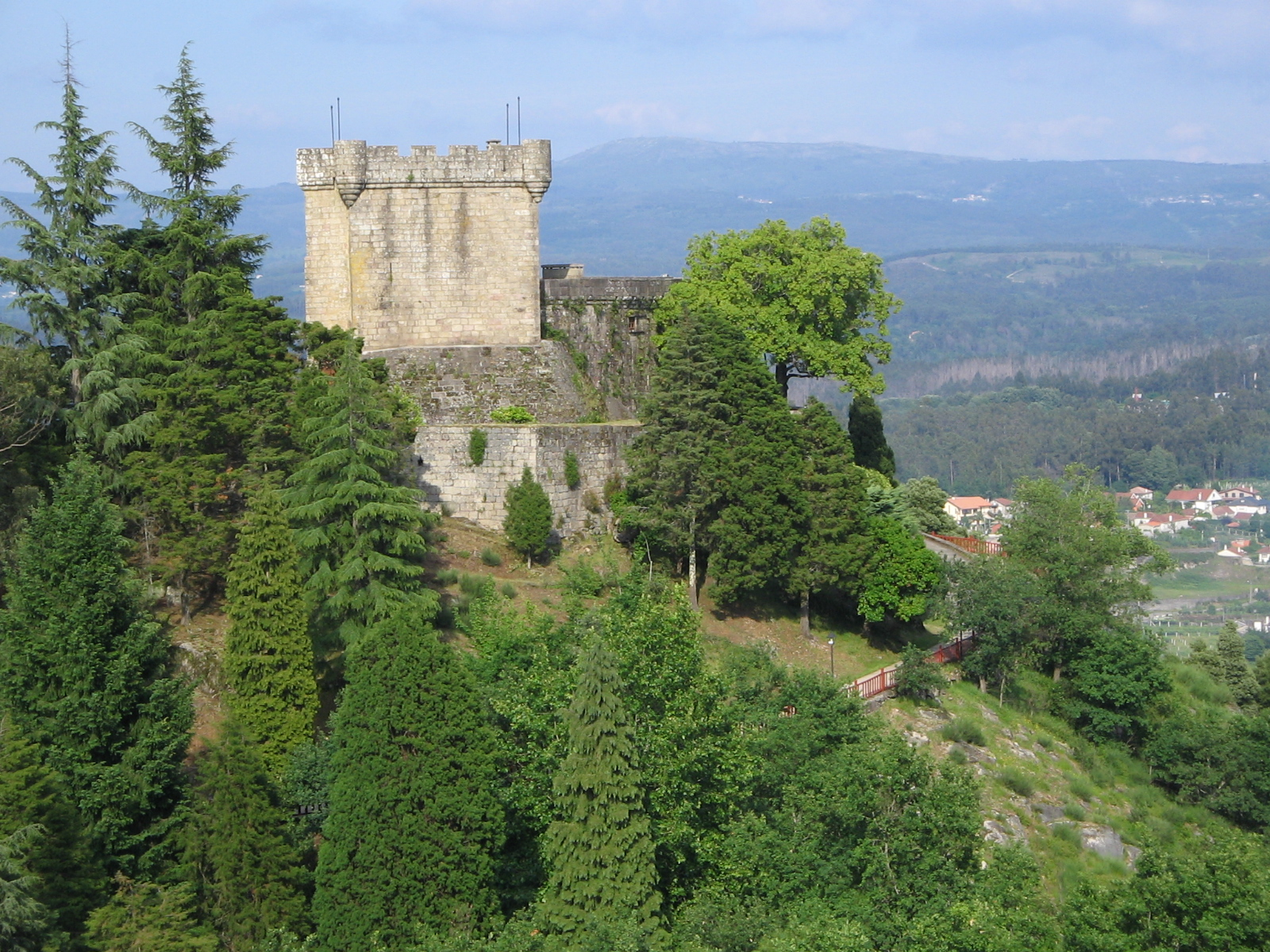
Castelo de Sobroso

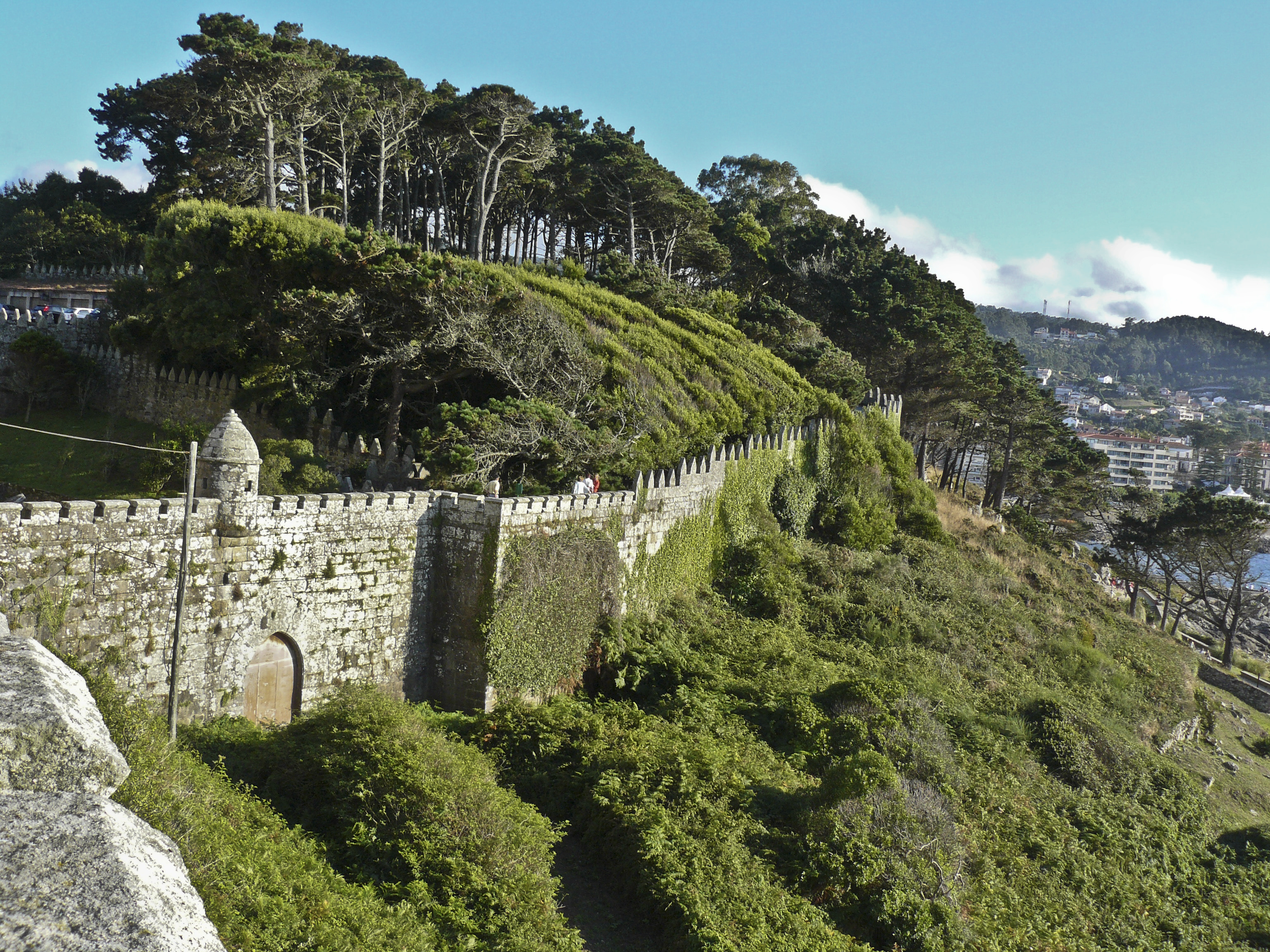
Castelo de Monterreal

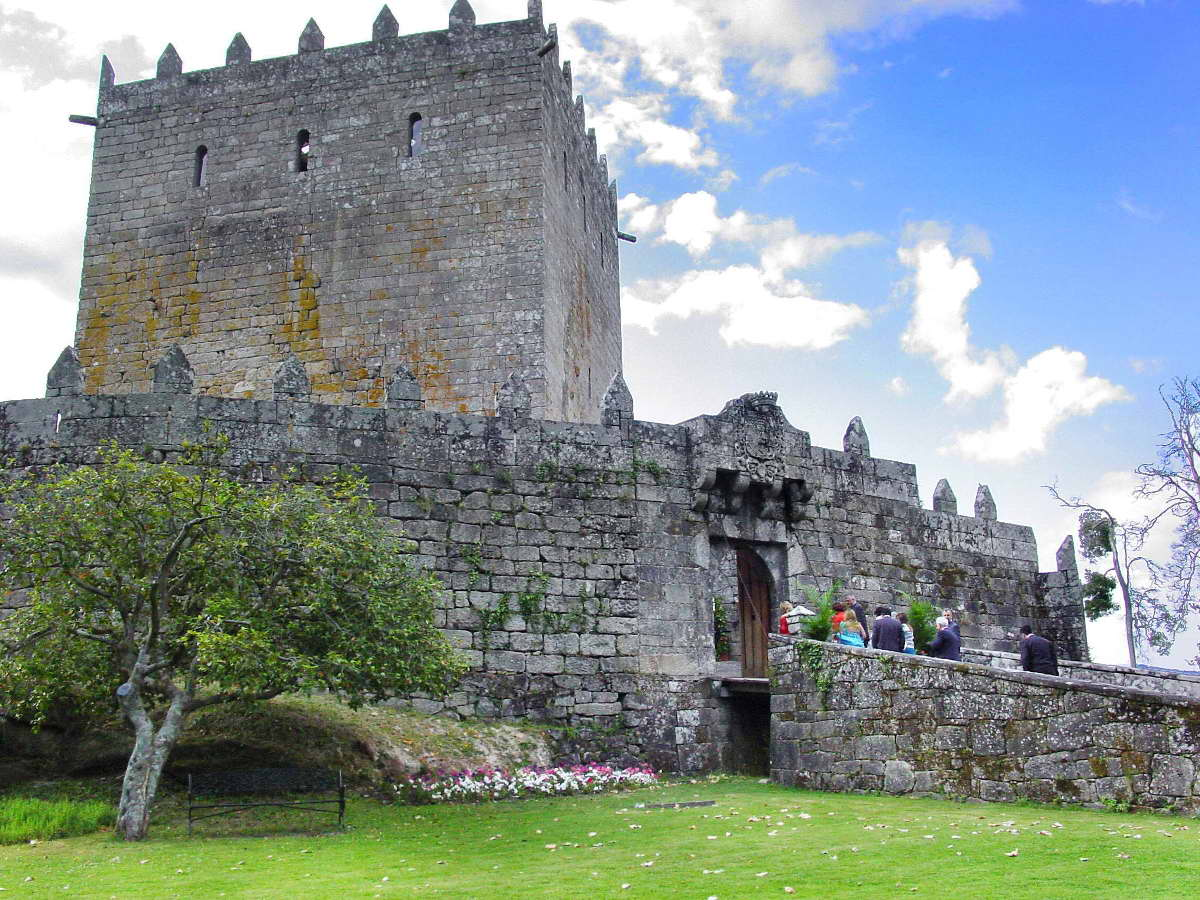
Castelo de Soutomaior

### Corunha
- Castelo da Lúa, Rianxo
- Castelo da Rocha Forte, Santiago de Compostela
- Castelo da Rocha Branca, Padrón
- Castelo de Andrade (Fortaleza da Nogueirosa), Pontedeume
- Castelo de Fruzo, Arzúa
- Castelo de Moeche, Moeche
- Castelo da Palma, Mugardos
- Castelo de Naraío, San Sadurniño
- Castelo de Mesía, Mesía
- Castelo de San Carlos, Fisterra
- Castelo de San Felipe (Ferrol), Ferrol
- Castelo de Vimianzo, Vimianzo
- Castelo do Cardenal, Corcubión
- Castelo do Casón, Ortigueira
- Castelo do Pico Sacro, Boqueixón
- Castelo do Príncipe, Cee
- Castelo do Soberano, Camariñas
- Fortaleza da Mota de Ois, Coirós
- Forte de San Antón, A Coruña
- Forte de Santa Cruz, Oleiros
- Torre da Penela, Cabana de Bergantiños
- Torre de Celas de Peiro, Culleredo
- Torre de Cillobre, A Laracha
- Torre de Figueroa, Abegondo
- Torre de Hércules, A Coruña
- Torre de Lama, Mañón
- Torre de Nogueira, Coristanco
- Torre de Orseño, Porto do Son
- Torre de Xunqueiras, A Pobra do Caramiñal
- Torre do Concello, Betanzos
- Torreão dos Andrade, Pontedeume
- Torre pazo de Vilardefrancos, Carballo
- Torres de Altamira, Brión
- Torres de Goiáns, Boiro
- Torres de Mens, Malpica de Bergantiños
- Torres do Allo, Zas

### Lugo
- Casa-forte de Lusio, Samos
- Casa Torre de Friol, Friol
- Casa Torre de Güimil, O Saviñao
- Castelo da Frouseira, Foz
- Castelo da Mota (Guntín), Guntín
- Castelo da Pobra de Parga, Guitiriz
- Castelo de Amarante, Antas de Ulla
- Castelo de Arcos, Chantada
- Castelo de Burón, A Fonsagrada
- Castelo de Caldaloba, Cospeito
- Castelo de Carbedo, O Courel
- Castelo de Castrodouro, Alfoz
- Castelo de Castroverde, Castroverde
- Castelo de Doiras, Cervantes
- Castelo de Maside, Pantón
- Castelo de Miraz, Friol
- Castelo de Monforte de Lemos, Monforte de Lemos
- Castelo de Navia, Navia de Suarna
- Castelo de Pambre, Palas de Rei
- Castelo de Penas, Monterroso
- Castelo de Peñaflor, Riotorto
- Castelo de Saavedra, Begonte
- Castelo de Sarria, Sarria
- Castelo de Sequeiros, Quiroga
- Castelo de Torés, As Nogais
- Castelo de Tovar, Lourenzá
- Castelo de Vilalba, Vilalba
- Castelo Torre de Novaes, Quiroga
- Fortaleza de San Paio de Narla, Friol
- Forte de San Damián, Ribadeo
- Torre da Bastida, Pantón
- Torre da Candaira, O Saviñao
- Torre de Doncos, As Nogais
- Torre de Gorrete, Mondoñedo
- Torre de Hospital, O Incio
- Torre de Marce, Pantón
- Torre de Moreda, Monforte de Lemos
- Torre de Quindimil, Palas de Rei
- Torre de Sobrada, Outeiro de Rei
- Torre de Taboada, Taboada
- Torre de Taboi, Outeiro de Rei
- Torre de Támoga, Cospeito
- Torre do Mouro, Riotorto
- Torre fortaleza de Friol, Friol

### Ourense
- Alcázar de Milmanda, Celanova
- Castelo da Peroxa, A Peroxa
- Castelo de Allariz, Allariz
- Castelo de Castro Caldelas, Castro Caldelas
- Castelo de Cinconogueiras, A Peroxa
- Castelo de Fontearcada, A Peroxa
- Castelo de Maceda, Maceda
- Castelo de Monterrei, Monterrei
- Castelo da Piconha, Calvos de Randín
- Castelo de Ribadavia, Ribadavia
- Castelo de Roucos, Cenlle
- Castelo de Sandiás, Sandiás
- Castelo de Vilamarín, Vilamarín
- Castelo do Castro, O Barco de Valdeorras
- Fortaleza de Sande, Cartelle
- Pazo da Torre de Soutopenelo, San Cibrao das Viñas
- Torre da Forxa, Porqueira
- Torre da Pena da Portela, Xinzo de Limia
- Torre de Torán, Taboadela
- Torre de Viana, Viana do Bolo
- Torre de Vilanova dos Infantes, Celanova
- Torre do Bolo, O Bolo

### Pontevedra
- Castelo de Alemparte, Fornelos de Montes
- Castelo de Cira, Silleda
- Castelo de Fornelos, Crecente
- Castelo de Lobeira, Vilanova de Arousa
- Castelo de Monterreal, Baiona
- Castelo de Salvaterra, Salvaterra de Miño
- Castelo de Sobroso, Mondariz
- Castelo de Soutomaior, Soutomaior
- Castelo de Tebra, Tomiño
- Castelo de Ubeiras, Vilaboa
- Castelo do Penzo, Vigo
- Fortaleza de Borraxeiros, Agolada
- Fortaleza de Gondomar, Gondomar
- Fortaleza de Rodeiro, Rodeiro
- Forte de San Lourenzo, Tomiño
- Torre da Barreira, A Estrada
- Torre de A Lanzada, O Grove
- Torre de Camba, Rodeiro
- Torre de Fafián, Rodeiro
- Torre de Guimarei, A Estrada
- Torre de San Sadurniño, Vilagarcía de Arousa
- Torres de Miadelo, Vilagarcía de Arousa
- Torres do Oeste, Catoira
- Torre-Fortaleza de Castro de Montes, Forcarei

## Estremadura

### Cáceres
- Alcázar de Alcántara
- Alcázar de Galisteo
- Alcázar de Plasencia
- Almenara de Gata
- Castelo da Peña del Acero
- Castelo das Arguijuelas de Abajo
- Castelo das Arguijuelas de Arriba
- Castelo das Seguras
- Castelo de Alconétar
- Castelo de Almaraz
- Castelo de Arroyo de la Luz
- Castelo de Belvís de Monroy
- Castelo de Brozas
- Castelo de Cabañas del Castelo
- Castelo de Cañamero
- Castelo de Cória, Cória
- Castelo de Eljas, Eljas

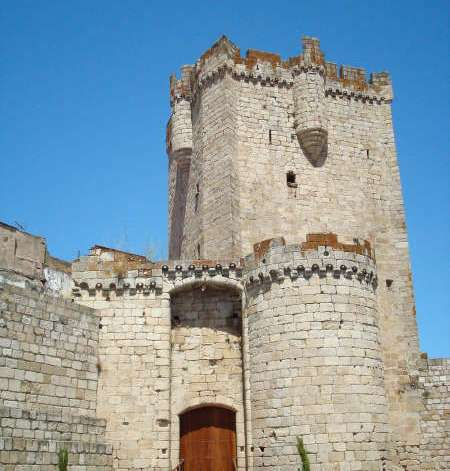
Castelo de Cória

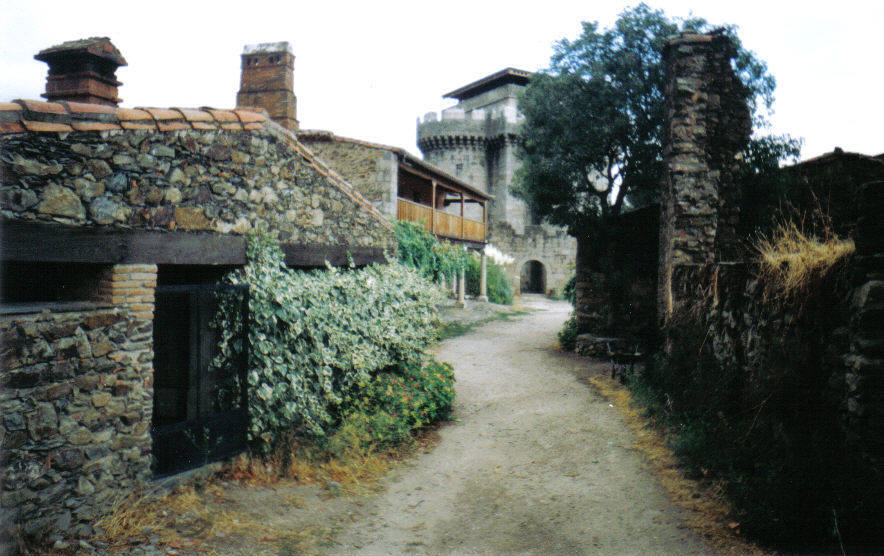
Castelo de Granadilla

Castelo de Trevejo

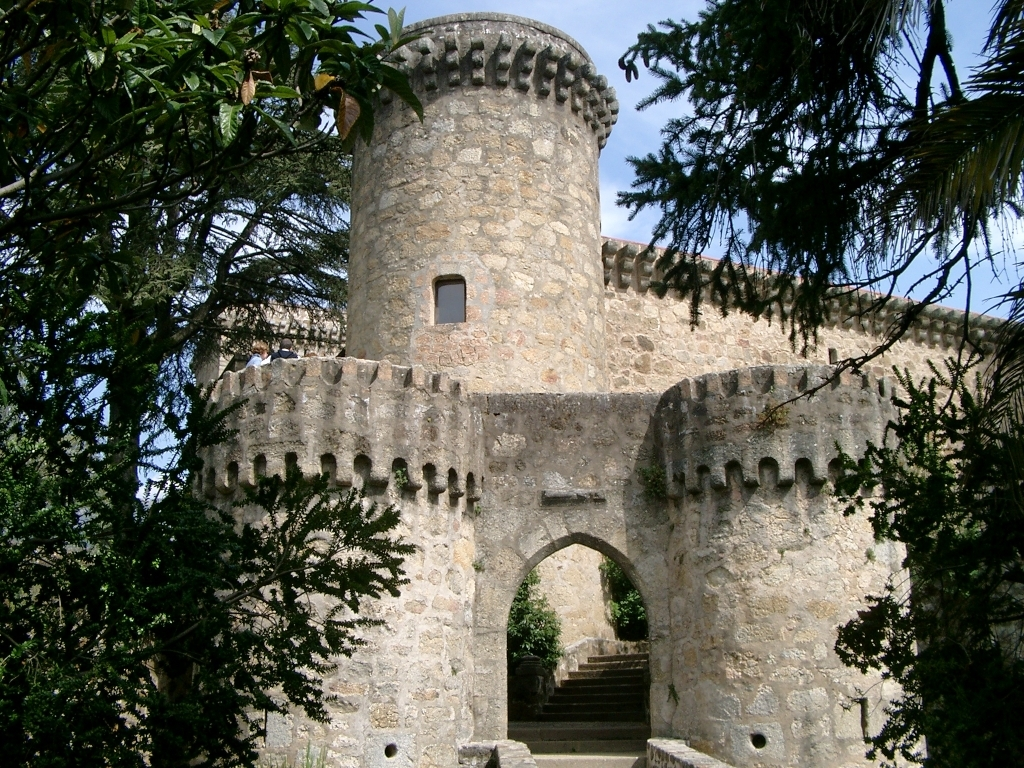
Castelo dos Condes de Oropesa

- Castelo do Esparregal, Santiago de Alcántara
- Castelo de Floripes, Garrovillas de Alconétar
- Castelo de Granadilla
- Castelo de Grimaldo
- Castelo de Mayoralgo
- Castelo de Mohedanos
- Castelo de Monfragüe
- Castelo de Monroy
- Castelo de Montánchez
- Castelo de Peñafiel, Zarza la Mayor
- Castelo de Portezuelo
- Castelo de Salor
- Castelo de Salvaléon, Valverde del Fresno
- Castelo de Santibáñez el Alto
- Castelo de Sotofermoso
- Castelo de Torremenga
- Castelo de Trevejo, Villamiel
- Castelo de Trujillo, Trujillo
- Castelo de Valverde de la Vera
- Castelo de Viandar de la Vera
- Castelo de los Condes de Oropesa
- Castelo dos Mogollones
- Castelo de Segura de la Sierra
- Fortaleza de Aldea del Cano

### Badajoz
- Alcáçova de Badajoz, Badajoz
- Alcáçova de Mérida, Mérida
- Alcáçova de Reina
- Castelo de Alange, Alange
- Castelo de Alconchel, Alconchel

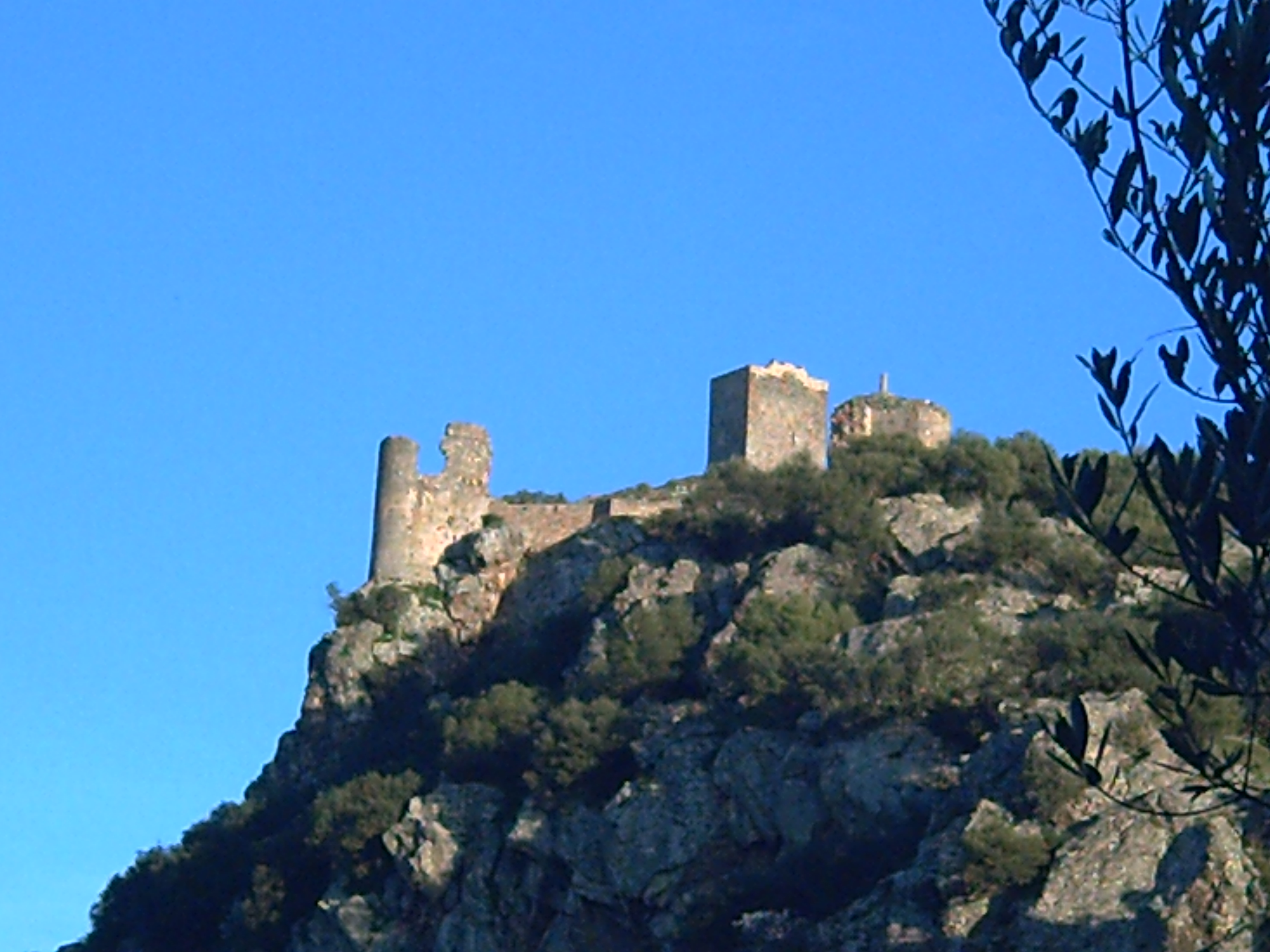
Castelo de Alange

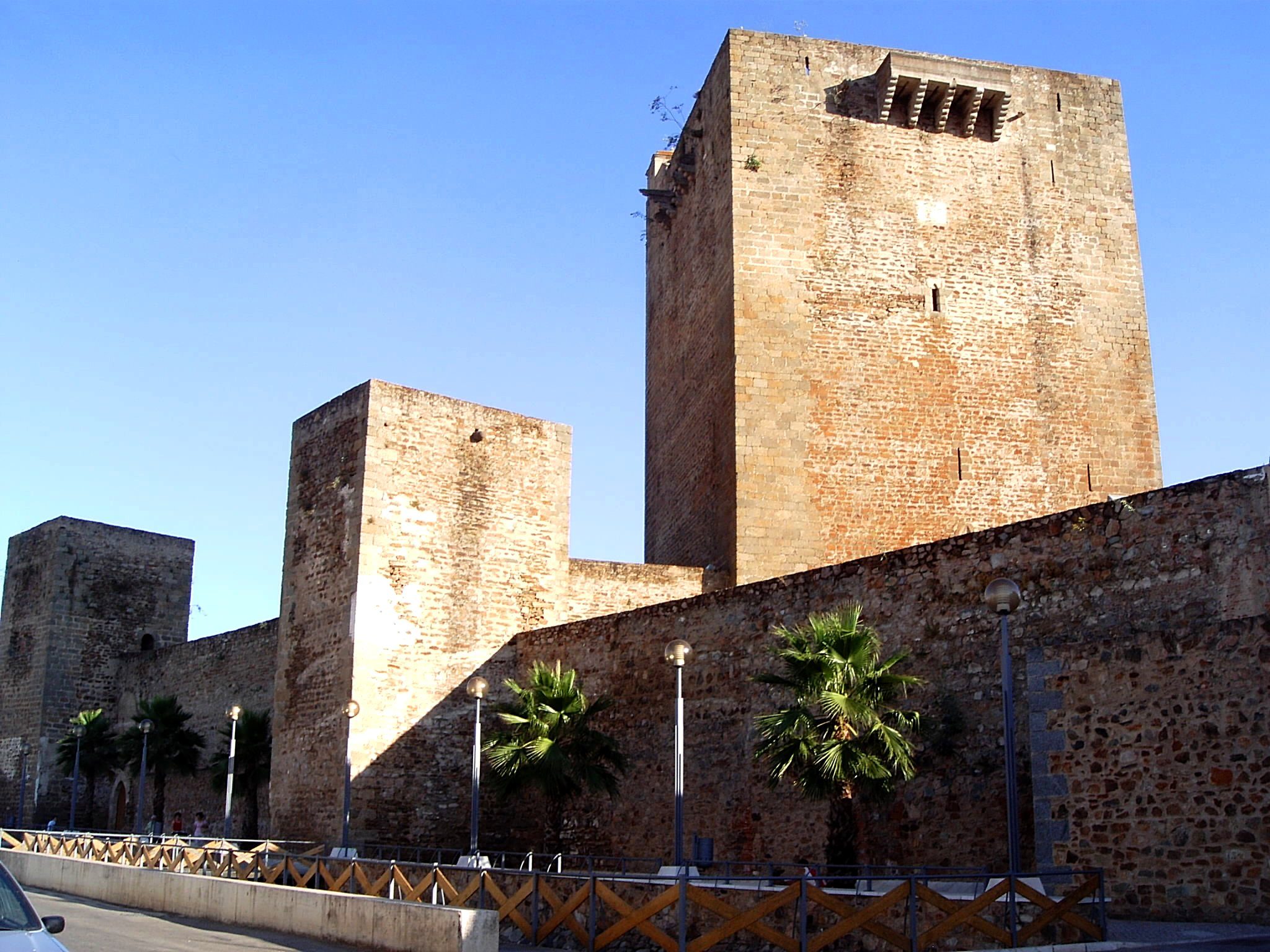
Castelo de Olivença

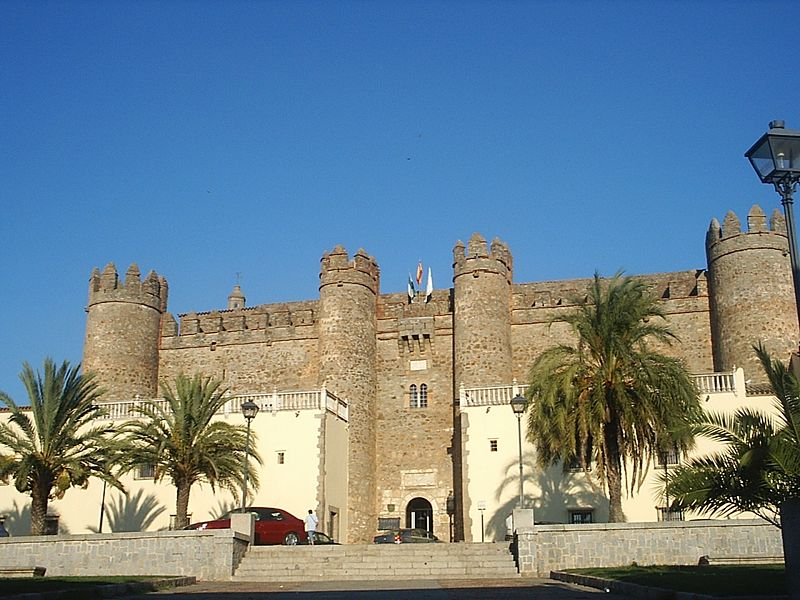
Castelo de Zafra

- Castelo de Almorchón, Cabeza del Buey
- Castelo de Azagala (Albuquerque)
- Castelo de Azuaga
- Castelo de Benquerencia de la Serena
- Castelo de Burguillos del Cerro
- Castelo de Capilla
- Castelo de Feria
- Castelo de Fregenal de la Sierra
- Castelo de Fuente del Maestre
- Castelo de Herrera del Duque
- Castelo de Higuera de Vargas
- Castelo de Hornachos
- Castelo de Jerez de los Caballeros
- Castelo de La Codosera
- Castelo de la Encomienda (Villanueva de la Serena)
- Castelo de la Vaguada (Villalba de los Barros)
- Castelo de las Torres (Monesterio)
- Castelo de Luna (Alburquerque)
- Castelo de Magacela
- Castelo de Mayorga (San Vicente de Alcántara)
- Castelo de Medellín
- Castelo de Montemolín
- Castelo de Nogales
- Castelo de Olivença
- Castelo de Piedrabuena, San Vicente de Alcántara
- Castelo de Puebla de Alcocer
- Castelo de Salvaleón
- Castelo de Salvatierra de los Barros
- Castelo de Segura de León
- Castelo de Villagarcía de la Torre
- Castelo de Zafra
- Castelo de Zalamea de la Serena
- Torreão de Torrequebrada, Badajoz

## La Rioja
- Castelo de Aguas Mansas, Agoncillo
- Castelo de Arnedo
- Castelo de Castañares de las Cuevas
- Castelo de Clavijo
- Castelo de Cornago
- Castelo de Davalillo
- Castelo de Jubera
- Castelo de Leiva
- Castelo de Sajazarra
- Castelo de San Vicente de la Sonsierra

## Madrid
- Alcázar de Madrid
- Atalaia de El Berrueco
- Atalaia de El Vellón
- Atalaia de Torrelodones
- Atalaia de Venturada

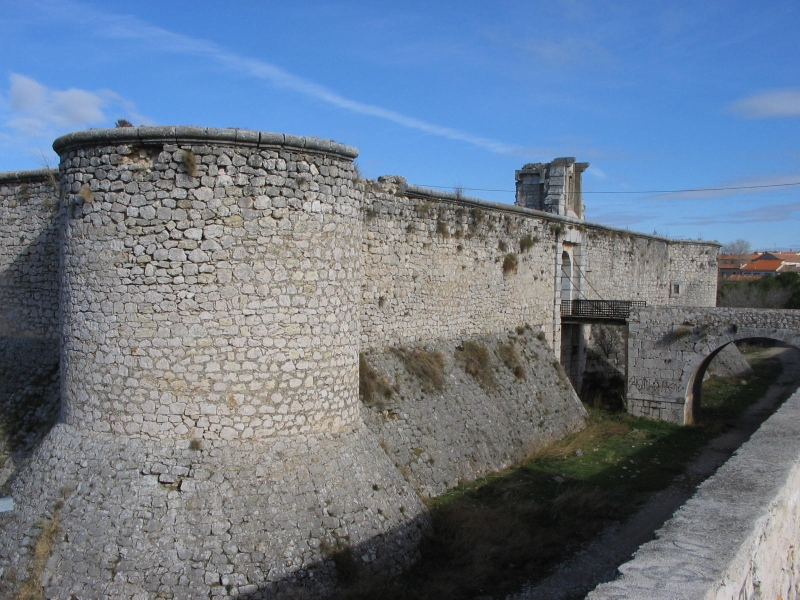
Castelo de Chinchón

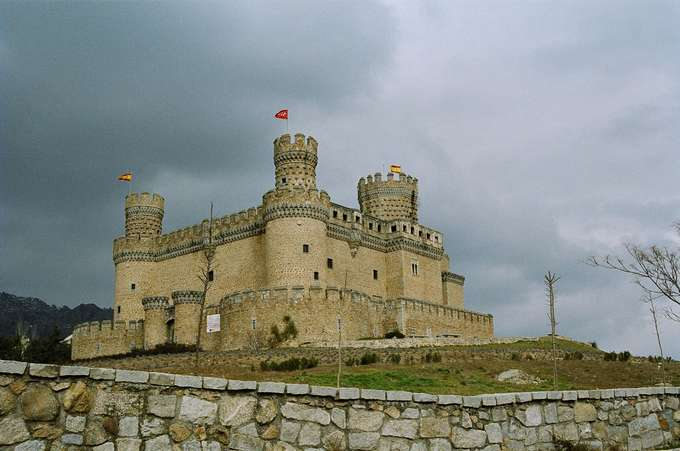
Castelo Novo de Manzanares el Real

- Castelo de Alcalá la Vieja (Alcalá de Henares)
- Castelo de Aulencia (Villanueva de la Cañada)
- Castelo de Batres
- Castelo de Buitrago del Lozoya
- Castelo de Casasola (Chinchón)
- Castelo de Chinchón
- Castelo de Fuentidueña de Tajo
- Castelo de La Alameda (Madrid)
- Castelo de la Coracera (San Martín de Valdeiglesias)
- Castelo de Torrejón de Velasco
- Castelo de Torremocha (Santorcaz)
- Castelo de Villarejo de Salvanés
- Castelo de Villaviciosa de Odón
- Castelo de Viñuelas (Madrid)
- Castelo Novo de Manzanares el Real
- Castelo Velho de Manzanares el Real
- Torre de Mirabel (Puentes Viejas)
- Torre dos Ossos (Madrid)
- Torreão de Arroyomolinos
- Torreão de Fuentelámparas (Robledo de Chavela)
- Torreão de Pinto

## Múrcia
- Castelo de Aledo
- Castelo de Galeras, Cartagena
- Castelo de Jumilla
- Castelo de la Atalaya, Cartagena

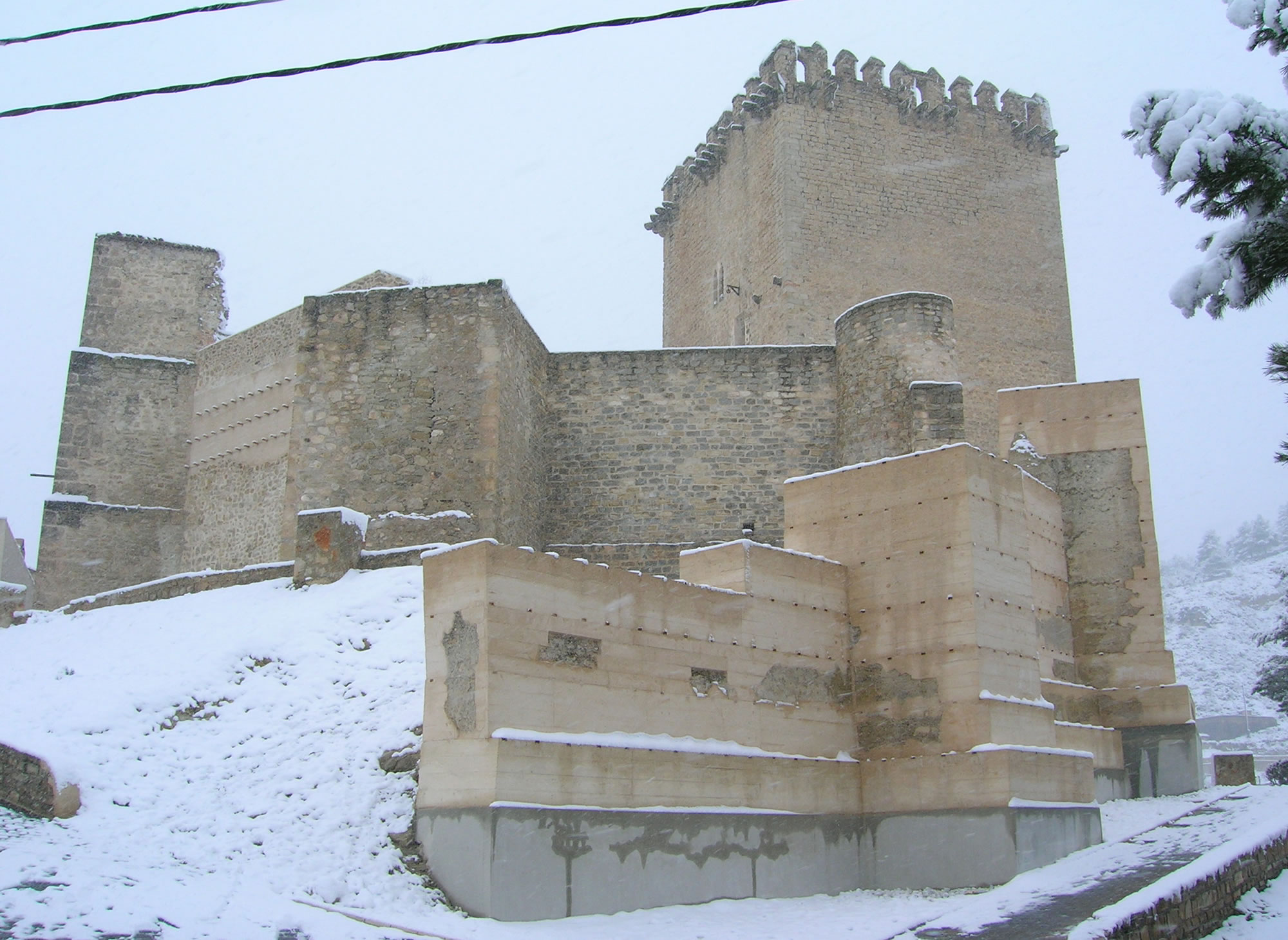
Castelo de Moratalla

- Castelo de la Concepción (Cartagena)
- Castelo de Lorca
- Castelo de Monteagudo
- Castelo de Moratalla
- Castelo de Mula
- Castelo de San Julián (Cartagena)
- Castelo dos Mouros (Cartagena)
- Hisn Mola
- Torre-fortaleza de Alguazas

## Navarra
- Alcáçova de Tudela, Tudela
- Casa-torre de Minyurinea, Lesaka
- Casa-torre de Zabaleta, Lesaka
- Castelo de Ablitas, Ablitas
- Castelo de Arguedas, Arguedas
- Castelo de Cadreita, Cadreita
- Castelo de Caparroso, Caparroso
- Castelo de Cascante, Cascante
- Castelo de Corella, Corella
- Castelo de Cortes, Cortes
- Castelo de Falces, Falces
- Castelo de Fernando, o Católico, Pamplona
- Castelo de Funes, Funes
- Castelo de Garaño, Pamplona
- Castelo de Gollano, Améscoa Baja
- Castelo de Gorraiz, Gorraiz
- Castelo de Javier, Javier
- Castelo de Los Arcos, Los Arcos
- Castelo de Marcilla, Marcilla
- Castelo de Milagro, Milagro
- Castelo de Miranda de Arga, Miranda de Arga
- Castelo de Mirapex, Bárdenas Reales
- Castelo de Monjardín ou Castelo de San Esteban de Deyo, Villamayor de Monjardín
- Castelo de Monreal, Monreal
- Castelo de Murillo, Murillo el Fruto
- Castelo de Orzorrotz, Ituren, Zubieta
- Castelo de Pamplona, Pamplona
- Castelo de Peña, Javier
- Castelo de Peñaflor ou Castelo de Dona Blanca, Bárdenas Reales
- Castelo de Penyarredonda, Bárdenas Reales
- Castelo de Peralta ou Atalaya, Peralta
- Castelo de Petilla, Petilla de Aragón
- Castelo de Rada, Murillo el Cuende
- Castelo de Sanchavarqua, Bárdenas Reales
- Castelo de Santacara, Santacara
- Castelo de Tiebas, Tiebas
- Castelo de Valtierra, Valtierra
- Castelo de Villafranca, Villafranca
- Castelo de Zalatambor, Estella
- Castelo del Rey, Artajona
- Castelo do Aguilar, Bárdenas Reales
- Castelo do Estaqua, Bárdenas Reales
- Castelo do príncipe de Viana, Sangüesa
- Castelo-palácio de Arazuri, Olza
- Castelo-palácio de Guenduláin, Guenduláin
- Castelo-palácio de Olite ou Alcázar de Olite, Olite
- El Castellón, Sangüesa
- El Torreón, Miranda de Arga
- Forte da estação de Castejón, Castejón
- Forte de Castejón, Castejón
- Forte de San Cristóbal ou Forte de Alfonso XII, Pamplona
- Forte de Velate, Baztan (Puerto de Velate)
- Forte del Príncipe, Pamplona
- Igreja fortificada de San Saturnino, Artajona
- Muralha de Estella, Estella
- Muralha de Los Arcos, Los Arcos
- Muralha de Miranda de Arga, Miranda de Arga
- Muralha de Olite, Olite
- Muralha de Pamplona, Pamplona
- Muralha de Rada, Murillo el Cuende
- Muralha de Sangüesa, Sangüesa
- Muralha de Torralba del Río, Torralba del Río
- Muralha de Viana, Viana
- Muralha romana de Kara, Santacara
- Palácio de Echaide ou Fortaleza de Ealegui, Baztan
- Torre de Arellano, Arellano
- Torre de Ayanz, Aós, Lónguida
- Torre de Celigüeta, Ibargoiti
- Torre de Jaureguia, Donamaria
- Torre de Olcoz, Olcoz
- Torre de Rada ou Casa-Forte de Rada, Lodosa
- Torre de Valtierra, Valtierra
- Torre Monreal, Tudela
- Torre-palácio Jauregui Zarra ou Torre de Arráyoz, Baztan

## País Basco

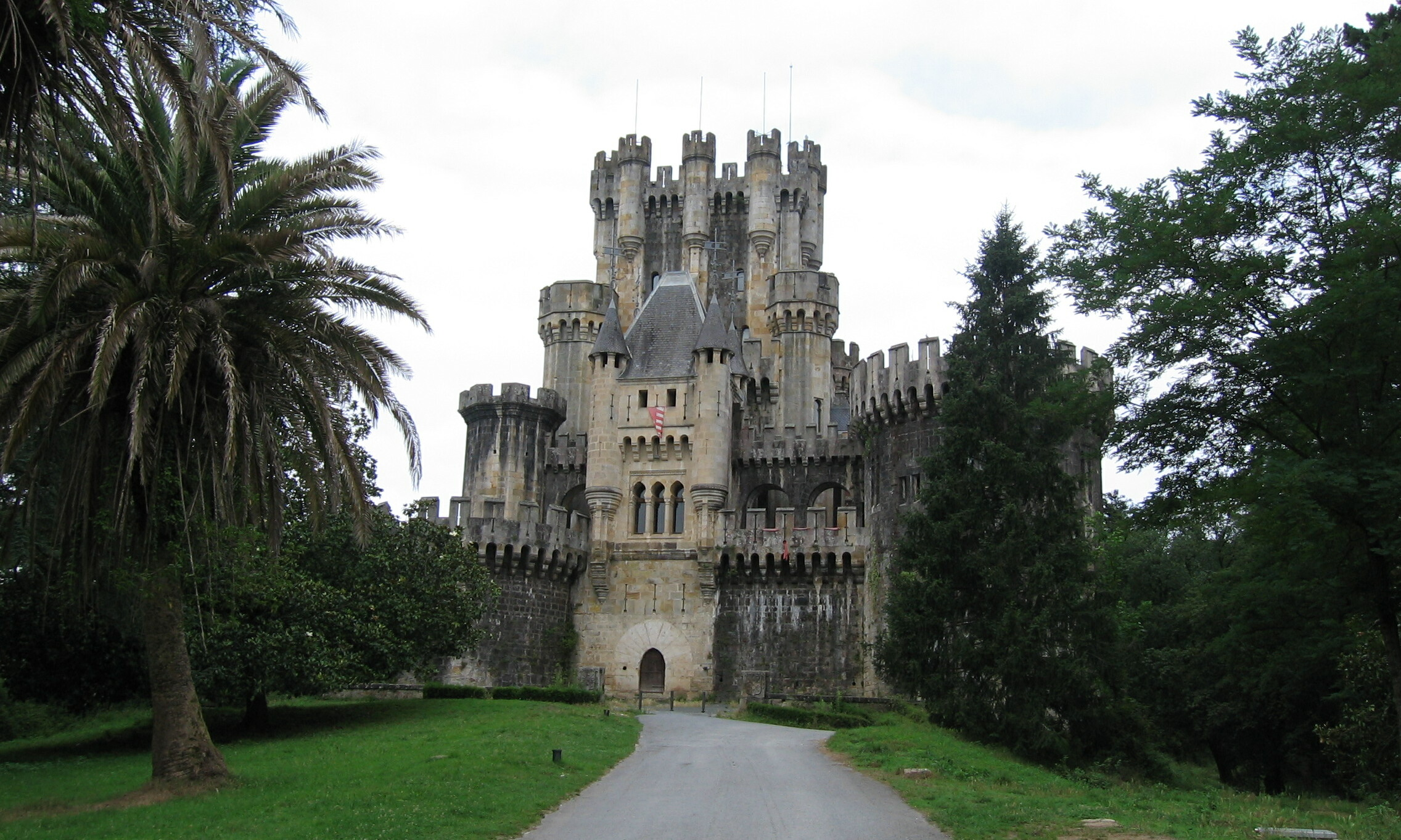
Castelo de Butrón

### Álava
- Castelo de Labraza, Oyón

### Guipúzcoa
- Castelo de Gaztelu Zahar

### Vizcaya
- Castelo de Butrón

## Ceuta
- Castelo do Desnarigado
- Fortaleza do Monte Hacho